# Ервін Роммель
Е́рвін О́йген Йога́ннес Ро́ммель (нім. Erwin Eugen Johannes Rommel; 15 листопада 1891, Гайденгайм-на-Бренці, Вюртемберзьке королівство, Німецька імперія — 14 жовтня 1944, Блауштайн, Вюртемберг, Третій Рейх) — німецький воєначальник часів Третього Рейху, генерал-фельдмаршал (1942) Вермахту. Кавалер Pour le Mérite (1918) та Лицарського хреста Залізного хреста з дубовим листям, мечами та діамантами (1943). Один з найкращих генералів нацистської Німеччини, який користувався великою повагою як серед німецьких та італійських солдатів[джерело?], так і серед вояків[джерело?] союзників.
За бойові заслуги на італійському фронті Першої світової війни нагороджений орденом Pour le Mérite. З початком Другої світової війни Ервін Роммель блискуче зарекомендував себе як командир 7-ї танкової дивізії в ході Французької кампанії 1940 року. Однак феноменального успіху та світової слави Роммель здобув за часів командування німецько-італійськими військами в Північноафриканській кампанії, отримавши імідж одного з найдосвідченіших воєначальників у світовій історії з ведення бойових дій в умовах пустелі, за що навіть отримав прізвисько «Лис пустелі» (нім. Wüstenfuchs, listenⓘ). У 1944 році на Західному фронті очолював війська Вермахту, що протистояли союзникам у ході вторгнення в Нормандію. Із твердженням, що Роммель був найвеличнішим німецьким генералом усіх часів, погоджуються далеко не всі історики, які стверджують, що воєначальник не зміг здобути жодної значущої перемоги: він добре справлявся з питанням переміщення сил, проте був не надто сильним в управлінні та плануванні. Останньою поразкою Роммеля стала спроба дати відсіч десанту західних союзників, що висадився 6 червня в Нормандії.
Після провалу заколоту проти Гітлера 20 липня 1944 року один із змовників назвав ім'я Роммеля, хоча Роммель у змові безпосередньої участі не брав. Враховуючи видатні заслуги генерал-фельдмаршала та величезну шану німецького народу, Гітлер вирішив прибрати колишнього улюбленця тихцем. 14 жовтня 1944 року, за однією із версій, в обмін на гарантії для його родини, Роммель наклав на себе руки, прийнявши ціанистий калій. За наказом Гітлера Роммель, як національний герой Третього рейху, похований з усіма військовими почестями. 18 жовтня 1944 року — день його похорону — був оголошений днем національного трауру.
Західні союзники, проти яких постійно боровся фельдмаршал (він ніколи не воював на Східному фронті), вважали Роммеля найгуманнішим та найдосвідченішим військовим професіоналом. Війська його Африканського корпусу ніколи не були звинувачені у воєнних злочинах. Поводження із солдатами противника, що були захоплені ним під час боїв в Африці, відповідало нормам міжнародного права. Крім того, Роммель повністю проігнорував наказ вищого керівництва нацистської Німеччини щодо страти захоплених командос та десантників, а також військових й цивільних осіб єврейського походження всюди, де генерал-фельдмаршал керував веденням бойових дій.

## Біографія

### Ранні роки
Ервін Ойген Йоганес Роммель народився 15 листопада 1891 року в Гайденгаймі, за 45 км від міста Ульм, у родині простого шкільного вчителя Ервіна Роммеля старшого (1860—1913); його мати Гелен фон Луц була дочкою колишнього президента уряду Вюртемберга. У Ервіна було два брати: Карл і Герхард. Карл згодом став успішним стоматологом, а Герхард — оперним співаком. Крім того, у нього була сестра, Гелен, яку він дуже любив, що з часом стала вчителем мистецтва та рукоділля у вальдорфській школі в Штутгарті.
Дитинство його було не просто бурхливим, а буйним, незважаючи на те, що сам він був слабкою, хворобливою і млявою дитиною. Більшість свого часу він проводив у мріях і не виявляв особливого інтересу до ігор, спорту і дівчат. Але вже в ранньому дитинстві Ервін показав здатність переламати себе, якщо це було потрібно. В юнацтві Ервін раптово позбавився своєї апатії. Він з енергією узявся за навчання, почав розвивати силу і витривалість. Ервін їздив на велосипеді, бігав, займався гімнастикою, грав у теніс, ходив на лижах, навчився кататися на ковзанах. У 14-літньому віці Роммель зі своїм товаришем побудував повноцінний планер, який зміг літати на короткі відстані. У ньому поступово закріпилося багато рис, які помітно відрізняли Ервіна від товаришів у майбутньому: віра у свої сили, стійкість, завзятість, прагматизм, вірність і ощадливість. Він постійно ставив перед собою складні завдання і з непереборною завзятістю добивався успіху.
Ервін Роммель був відкритою, навіть трохи простуватою людиною, і залишався такою до самої смерті. Матеріальна сторона життя його майже не цікавила. Багато років по тому, коли його книга стала бестселером, здивувався розмірам свого банківського рахунку та новим надходженням.
З дитинства Роммель планував стати інженером, і все життя демонстрував надзвичайні технічні здібності, але в липні 1910 року несподівано для усієї родини вступив на службу в армію. Військові терени Роммель вибрав всупереч волі батька, який походив з сім'ї спадкових вчителів і хотів, щоб його син також продовжував сімейну традицію. За винятком батька Ервіна, який недовгий час служив лейтенантом запасу в артилерії, у родині Роммеля військових не було. Крім того, в німецькій армії завжди панувала прусська аристократія. Найбільше, на що міг розраховувати молодий Ервін — вихід у відставку у відносно низькому званні майора (якщо пощастить) з невеликою пенсією. І хоча батько був проти такого вибору професії, коли він побачив, що Ервін сповнений рішучості, то зробив усе, щоб допомогти синові, включаючи невелику грошову допомогу. Він навіть купив йому перший мундир.
19 липня 1910 року молодий Ервін зарахований фанен-юнкером у 124-й (6-й Вюртемберзький) піхотний полк у Штутгарті. Через три місяці служби Роммель отримав звання капрала, а ще через півроку — унтер-офіцера. У березні 1911 року Роммель вступив до військового училища в Данцигу (нині Гданськ), щоб стати офіцером. Він не був найкращим учнем у своєму класі й навіть вважався трохи незграбним, але вражав офіцерів своєю увагою, ентузіазмом, силою волі, а також розумом, твердістю характеру й винятковим почуттям обов'язку. Водночас заняття в академії викликали в нього непоборну нудьгу; зубріння і нескінченні повторення пройденого матеріалу виводили його із себе. Про своїх однокурсників Роммель згадувати не любив. Закінчив військове училище і повернувся в 124-й полк до Штутгарта, де 27 січня 1912 йому було присвоєне військове звання лейтенанта.

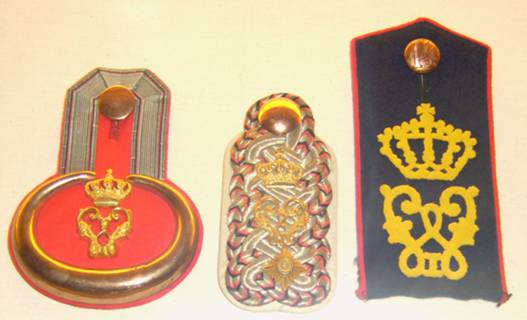
Погони, еполети 124-го (6-го Вюртемберзького) піхотного полку.

Після отримання офіцерського звання Роммель повернувся назад до своєї частини. Навчаючись в офіцерській школі, він познайомився зі своєю майбутньою дружиною, Люсі-Марією Моллен. Офіційно вони одружилися 27 листопада 1916 року в Данцигу. Єдина їхня дитина, син Манфред, народився в переддень Різдва 1928 року.

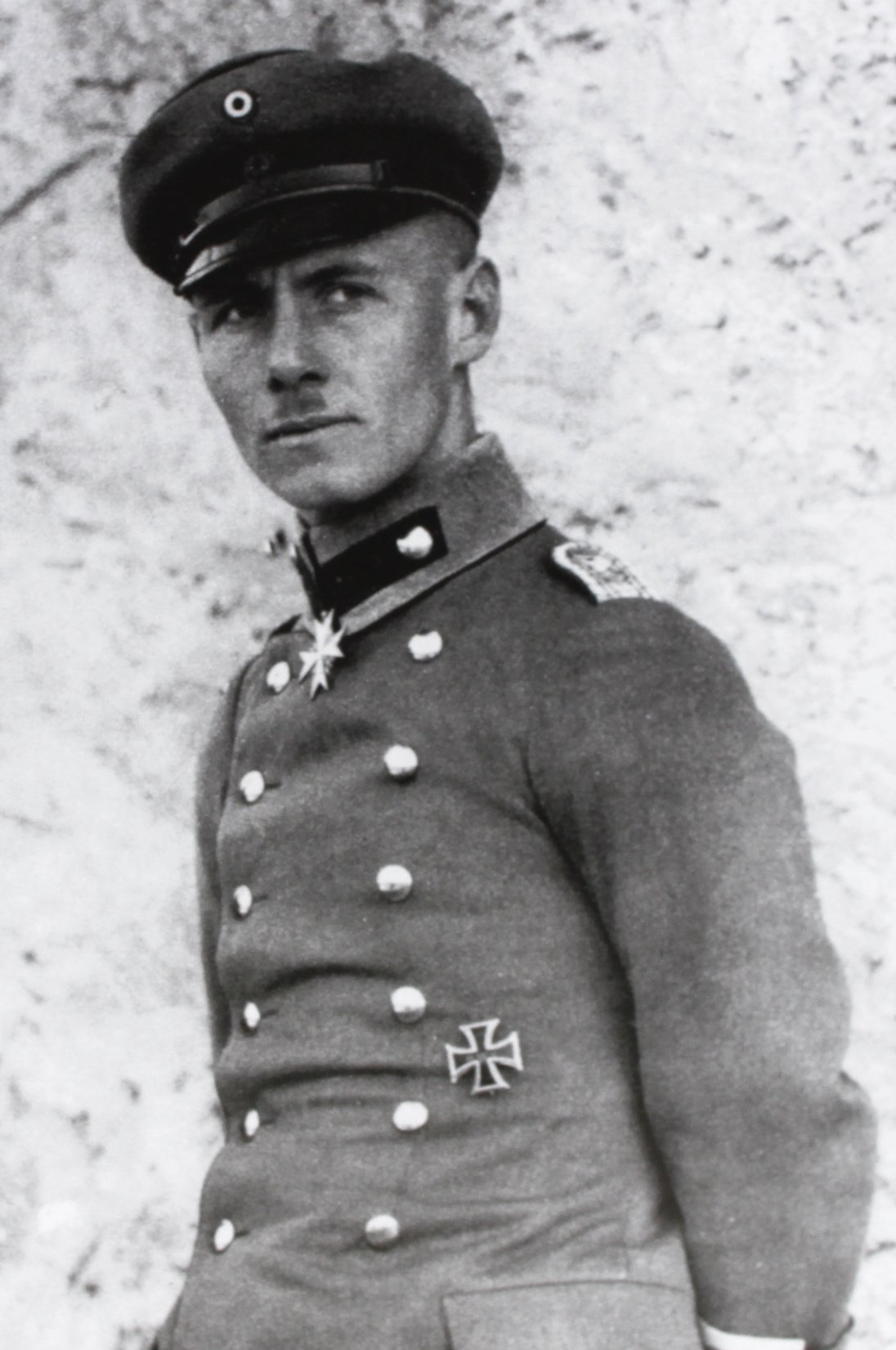
Обер-лейтенант Е.Роммель на Італійському фронті Першої світової війни. Жовтень 1917

Від 1912 року і до початку Першої світової війни Роммель служив полковим офіцером і відповідав за набір новобранців у Вайнгартені. Бойові товариші прозвали його «життєрадісний лейтенант з Вайнгартена». Він мав авторитет у солдатів і був на доброму рахунку в командування. Юний Роммель був не тільки хорошим солдатом «зі світлою головою» і швидкою реакцією, але і відмінним спортсменом — загартованим, сильним, спритним, витривалим.
Військова кар'єра
- 19 липня 1910 — фанен-юнкер
- 27 січня 1912 — лейтенант
- 18 вересня 1915 — оберлейтенант
- 18 жовтня 1918 — гауптман
- 1 квітня 1932 — майор
- 1 березня 1935 — оберстлейтенант
- 1 серпня 1937 — оберст
- 1 серпня 1939 — генерал-майор
- 1 січня 1941 — генерал-лейтенант
- 1 липня 1941 — генерал танкових військ
- 30 січня 1942 — генерал-полковник
- 22 червня 1942 — генерал-фельдмаршал

### Перша світова війна
2 серпня 1914 року полк Роммеля відправлений на Західний фронт, сам же Роммель приєднався до нього кілька днів по тому, закінчивши усі свої справи у Вайнгартені.
124-й полк у складі XIII армійського Вюртемберзького корпусу генерала М. фон Фабека діяв у першому ешелоні 5-ї німецької армії, в безпосередній близькості від французько-люксембурзького кордону. Район бойових дій полку Роммеля знаходився в південних Арденнах, де війська кайзера швидко окупували нейтральний Люксембург й просунулися вглиб бельгійської території.
Свій перший бій лейтенант Роммель прийняв, коли йому виповнилося 23 роки. Це трапилося неподалік від містечка Лонгві, поблизу франко-бельгійського кордону. 22 серпня 1914 кінний розвідувальний патруль у складі 4-х чоловіків на чолі з молодим лейтенантом, просуваючись до селища Блейд, раптово налетів на групу французьких солдатів чисельністю від п'ятнадцяти до двадцяти військових, що стали передовим дозором на деякій відстані від своїх позицій. Вирішивши скористатися фактором раптовості, Роммель з ходу кінним наскоком атакував переважаючого супротивника. Атака вдалася: противник, залишивши вбитими і пораненими близько десяти французьких солдатів, у паніці втік; патруль Роммеля втрат не мав.
У подальшому Роммель бився в Бельгії та Франції, під Верденом і в Аргоні. З початку своєї бойової кар'єри Роммель показав себе хоробрим офіцером. Незабаром у полку заговорили про його сміливість і рішучість. Уже наприкінці вересня 1914 року, відразу ж після початку бойових дій, мужність і відвага принесли йому бажану для всіх німецьких фронтовиків нагороду — Залізний хрест 2-го ступеня. Він став першим з лейтенантів свого полку, кому був вручений Залізний Хрест 1-го ступеня: у вересні 1914 року Роммель поранений у ногу, коли бився в штиковій сутичці відразу з трьома французами, оскільки скінчилися набої. Високу нагороду він отримав у січні 1915 року, коли повернувся до строю після 3 місяців лікування в шпиталях.
Поле бою перетворило серйозного молодого офіцера на першокласного воїна. Бригадний генерал Десмонд Янг пізніше писав: «З того дня, як він уперше побував під вогнем, він перетворився на досконалу бойову машину: холоднокровний, розумний, безжалісний, невтомний, швидкий у рішеннях і неймовірно хоробрий». Один з товаришів Роммеля відгукнувся: «Він був душею і тілом війни».
Лейтенант Теодор Вернер згадував: 
«Будь-хто, один раз потрапивши під чари його особистості, перетворювався на справжнього солдата. Яким би жахливим не було напруження, він здавався невтомним… Він мав виняткову уяву, яка дозволяла йому приймати найнесподіваніші рішення в складних ситуаціях. Якщо була небезпека, він обов'язково опинявся на цій ділянці фронту, закликаючи нас слідувати за собою. Здавалося, йому взагалі невідомий страх. Його люди просто обожнювали свого командира і вірили йому безмежно».
Влітку 1915 року Ервін Роммель підвищений в обер-лейтенанти і призначений командиром 9-ї роти 124-го піхотного полку, а у вересні 1915 року, його переводять до Вюртемберзького гірсько-піхотного батальйону — добірну частину, створену для виконання особливо небезпечних завдань у горах. Після всебічної загальновійськової підготовки і не менше ретельного спеціального гірськолижного вишколу в Арль-Берг (Роммель на все життя став шанувальником цього військово-прикладного виду спорту і першокласним лижником) гірський батальйон відправлений на фронт. Бойове хрещення відбулося наприкінці 1915 року у Вогезах, у боях з французькими альпійськими стрільцями та добірними частинами противника.
27 серпня 1916 Румунія оголосила війну Центральним державам, і наприкінці 1916 року батальйон Роммеля терміново перекидають на Східний (Карпатський) фронт, де він продовжує битися з румунами. Під час румунського походу Роммелю довелося тимчасово виконувати обов'язки командира батальйону, коли він особисто відзначився під час штурму Кошни. Незважаючи на отримане поранення, оберлейтенант залишився на передньому краї і продовжував керувати військами, котрі штурмували ворожі укріплення. Тут проявився особливий дар Роммеля повною мірою використати військову хитрість у бою. Вже тоді майбутній полководець вмів потайки перекинути резерви, майстерно обійти ворога з флангів, прорватися в тил, оточити, розчленувати і знищити ворожий підрозділ. Сповнений бойового азарту, він міг особисто очолити батальйон гірських єгерів, штурмував бойові порядки ворога, якщо того вимагала логіка бою. Суть його командирського таланту полягала в умінні знайти парадоксальне і несподіване для противника, але логічно бездоганне рішення бойового завдання будь-якого ступеня складності.
У травні 1917 року гірсько-піхотний батальйон переводять на Західний фронт, а в серпні того ж року на Італійський фронт, де Роммель брав участь у штурмі гори Косна та битві при Капоретто. В ході штурму Капоретто Роммель з невеликою кількістю вояків розбив італійців, які багатократно переважали німців у силі. Протягом двох днів безперервних боїв загін Роммеля, втративши лише 6 вбитих та близько 30 поранених, захопив гору Матажюр (італ. Matajur) й примусив капітулювати італійські війська, які мали 150 офіцерів, 9 000 солдатів та 81 артилерійську гармату. За свої самовіддані дії Ервін Роммель був представлений до найвищої прусської нагороди — ордена «Pour le Mérite». Роммель став одним з небагатьох молодих офіцерів, хто отримав таку високу нагороду. Зазвичай нею нагороджували виключно генералів.
31 грудня 1917 року молодий офіцер відбув до центру розподілу молодих офіцерів, де і залишався до кінця війни, а в середині грудня 1918 року Роммель отримав призначення до свого старого місця служби — в полк у Вайнгартені.

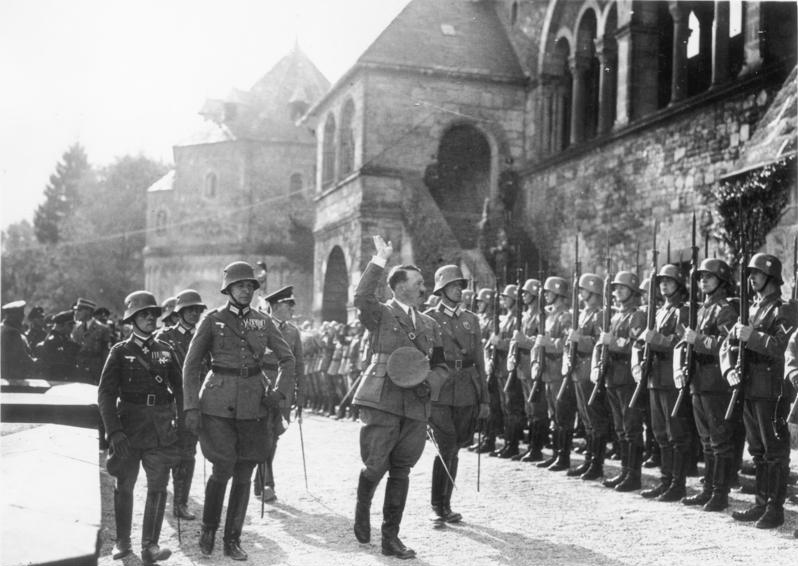
Е.Роммель з Гітлером на параді. 30 вересня 1934

У всіх, без винятку, спогадах тих років про Ервіна Роммеля, ідеться про «задоволення», з яким він бере участь у великих військових операціях і боях локального значення. Він ставився до будь-якої військової операції як до цікавої задачі, що вимагає оригінального і витонченого рішення. Йому подобалося придумувати такі плани, які дозволяли б малими силами перемагати формально сильнішого противника. Нерідко він особисто брав участь в атаках з окопів, перестрілках і розвідці. Здавалося, що він хоче бути відразу на всіх ділянках фронту і заміняти собою всю армію. Всі рішення він приймав швидко, якщо не сказати стрімко, але завжди скрупульозно продумуючи їх і ніколи не випускаючи з уваги можливості уникнути втрат.

### Інтербеллум
Після капітуляції Німеччини і демобілізації кайзерівської армії молодий гауптман залишений служити в рейхсвері. Влітку 1919 року Ервін Роммель став командиром роти внутрішньої безпеки, а в січні 1921 — командиром роти в піхотному полку в Штутгарті, якою він командував майже 8 років. У Штутгарті Роммель залишався до жовтня 1929 року, коли він був призначений викладачем тактики в піхотну школу в Дрездені. Під час занять у школі Роммелем постійно наводилися приклади, які він мав під рукою: його власні дії під час війни. Щодня проводячи заняття з майбутніми офіцерами, з багатьма ескізами і намальованими власноруч від руки картами, він використовував їх під час занять, знову і знову розглядаючи кожну дію, підкреслюючи успіхи і помилки, заохочуючи своїх учнів робити свої власні висновки. Широко відомий цікавий факт, коли розглядаючи план Шліффена на одному із уроків, Роммель запитав одного зі своїх курсантів його думку про замисел плану. Коли той почав читати вже розглянуті усталені відповіді, Роммель перервав його, сказавши:
«Я знаю, що Генеральний штаб думав про це. Мені цікаво, що ви думаєте»
У той час Роммель написав свою книгу «Піхота наступає» (нім. Infanterie greift an.), яка ґрунтувалася на його багатому особистому бойовому досвіді, набутому під час Першої світової війни. Роммель ніяк не очікував, що його твір стане бестселером у нацистській Німеччині, а у швейцарській армії зроблять з нього взагалі посібник з бойової підготовки! Канцлер Адольф Гітлер також прочитав його працю, яка справила на нього незабутнє враження.
У 1932 році Ервін Роммель нарешті отримав чин майора. У 1933 році отримав посаду командира батальйону в 17-му гірсько-піхотному полку в Госларі, а через рік підвищений до рангу оберст-лейтенанта. У 1934 році вийшла у світ його наступна книга — навчальний посібник для піхоти «Бойові завдання для взводу і роти: Навчальний посібник для офіцерів» (нім. «Gefechts-Aufgaben für Zug und Kompanie: Ein Handbuch für den Offizierunterricht»). До 1945 року ця книга, із змінами, була надрукована п'ятьма виданнями. 15 жовтня 1935 року Роммель призначений викладачем Військової академії, що знову відкрилася в Німеччині (була закрита в 1920 році відповідно до умов Версальського договору року 1919).
Як і більшість молодших офіцерів рейхсверу — армії Веймарської республіки — прихід у січні 1933 року нацистів до влади він зустрів з байдужістю. Роммель завжди був аполітичною людиною, тому індиферентно сприйняв звістку про перемогу Адольфа Гітлера на останніх виборах. Ганс фон Зект, головнокомандувач рейхсвером, наполегливо рекомендував своїм підлеглим не «захоплюватися» політикою навіть у позаслужбовий час, а цілком присвятити себе армійському життю. Гауптман Роммель зовсім не цікавився «політичною злобою дня». Один з численних біографів полководця так описував його ставлення до бурхливих політичних подій того часу:
Він любив свою Вітчизну так, як це прийнято у більшості людей всього світу. Він ніколи не був шовіністом або мілітаристом, у 1918–1933 він страждав від приниження, що випало на долю його Батьківщини і сподівався, що Гітлер виправить цю несправедливість.
Роммель цілком щиро вважав, що питаннями зовнішньої і внутрішньої політики мають займатися фахові дипломати і державні діячі, тому ніколи не прагнув глибоко проникнути в політичне «закулісся».
Під час нацистського з'їзду 1936 року в Нюрнберзі Роммель познайомився з Адольфом Гітлером, будучи включений, як один з представників армії, до його свити. Після цього офіцер, котрий не цікавився раніше політикою, став ревним прихильником фюрера. У тому ж році він став військовим радником «Гітлер'югенду», але, незабаром через розбіжності з його керівником Б. фон Ширахом був змушений залишити свій пост і повернутися до академії. У 1938 році Роммель призначається комендантом Терезіанської військової академії (Вінер-Нойштадт) і отримує чин оберста. Під час Судетської кризи командував особливим батальйоном, який здійснював охорону штаб-квартири Гітлера.

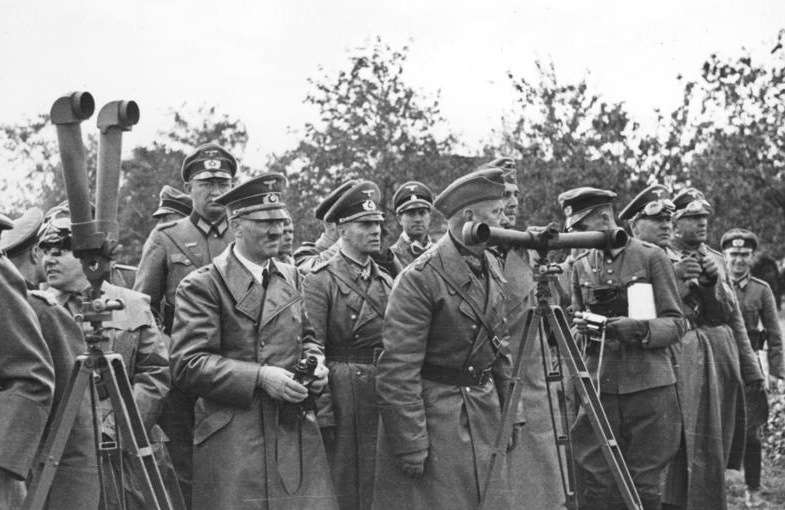
Гітлер з генералами Вермахту на території Польщі під час військової кампанії. М.Борман, А.Гітлер, Е.Роммель, В. фон Райхенау. Польща. Вересень 1939

Перебуваючи на привілейованому положенні в ставці фюрера, Роммель так і не увійшов до нацистської еліти, і завжди тримався осторонь. Більше того, він навіть не завів собі ніяких корисних зв'язків, якщо не вважати досить близького товаришування з міністром пропаганди Йозефом Геббельсом. Однак на Роммеля в той час справила величезне враження особистість Адольфа Гітлера, і він залишався загіпнотизований нею майже до листопада 1942 року.

### Друга світова війна. Початок

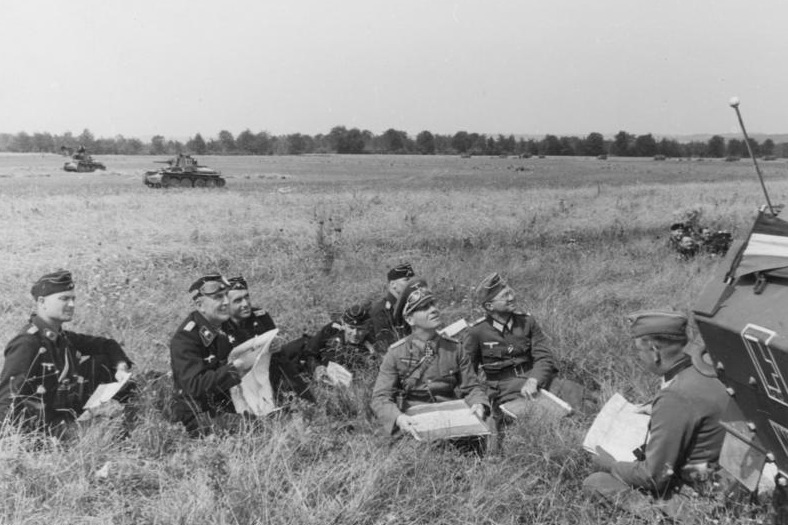
Командир 7-ї танкової дивізії генерал-майор Е. Роммель у ході Французької кампанії (червень 1940)

За 8 діб до початку Другої світової війни, перебуваючи на посаді командира бригади супроводження фюрера — начальника особистої охорони А. Гітлера, Роммель отримав військове звання генерал-майора. З початку війни Роммелю довелося постійно перебувати поруч з Гітлером й супроводжувати його по всіх його виїздах у війська. Найскладнішою проблемою Роммеля під час Польської кампанії було постійне бажання Гітлера потрапити до району бойових дій і знаходитися безпосередньо на лінії фронту поряд із солдатами. Одного разу він зайшов так далеко, що опинився під вогнем польських снайперів, спостерігаючи, як німецька піхота з боєм форсує річку. Це бажання фюрера захоплювало Роммеля:
«У мене з ним було багато проблем. Здавалося, він просто насолоджувався, опинившись під вогнем»— згадував Роммель пізніше.
У ході першої кампанії Роммель отримав можливість роздивитися бліцкриг зсередини й усвідомити весь потенціал танкових дивізій і тактики блискавичної війни. Він оцінив значення швидкості, раптовості, рішучості ударів, швидких пересувань моторизованих частин, глибокого проникнення танкових авангардів у тил противника, переваги безпосереднього управління військами з передової, впливу авіації. Хоча він прослужив у піхоті 29 років, й швидше за все, до 1936 року жодного разу не був всередині танка, генерал вирішив пов'язати своє майбутнє саме з танками. Після закінчення бойових дій Роммель звернувся до фюрера з проханням призначити його командиром танкової дивізії. В оточенні Гітлера це прохання викликало здивування й навіть супротив, адже жодного відношення до танків Роммель до цього не мав. Однак Гітлер любив і поважав молодого генерала й вважав, що той на багато що здатний. Прохання свого улюбленця фюрер задовольнив, віддавши наказ на призначення Роммеля на посаду командира 7-ї танкової дивізії. 15 лютого 1940 Роммель змінив генерал-лейтенанта Г. Штумме на цій посаді, який прийняв командування 40-м армійським корпусом.
«Це було досить нескромне прохання з мого боку — пізніше писав у своїх спогадах Роммель. — Адже я не мав ніякого відношення до танкових військ, і, крім мене, було досить генералів, у яких були куди вагоміші підстави вимагати для себе командування».
Нове з'єднання Роммеля, яке міністерство пропаганди Третього Рейху нагороджувало гордим ім'ям елітного ударного з'єднання, насправді було лише нещодавно переформованою легкою дивізією, що мала на озброєнні, в основному, трофейну техніку. Більше половини з належних їй 218 танків становили 9-ти тонні чеські Т-38, які були захоплені німецькою армією після окупації Праги в 1939 році. Від них було б мало користі при зустрічі з важкими танками союзників. Наприклад, британський танк «Матильда» Mark II важив майже 27 тонн та мав товщину лобової броні 76 мм, що робило його невразливим для стандартної німецької 37-мм протитанкової гармати Pak 35/36. Жоден з танків Роммеля не важив понад 23 тонн, та й таких у нього була лише крихта. У полках, замість усталених за нормативами чотирьох батальйонів, було лише три, та ще й оснащених переважно легкими танками чеського виробництва, які значно поступалися новітнім французьким та англійським бронемашинам.

Пізніше Роммель згадував:
«Я губився в здогадах, що слід було вважати найгіршим фактором у стані моєї дивізії. Неповноту комплектації, відсутність сучасних бронемашин або розхитаність особового складу.»
Перейнявши на себе командування з'єднанням, Роммель розгорнув бурхливу діяльність, намагаючись підняти його боєздатність до необхідного рівня, і продемонстрував найвищі організаторські здібності, наполегливість у досягненні поставлених цілей та невичерпну енергію. Роммель ввів найсуворішу дисципліну, організував виснажливі тренування, постійні маневри, детальне вивчення солдатами усіх можливостей наявної техніки — все це призвело до того, що вже за два з половиною місяці дивізія була підготовлена до ведення бойових дій.

### Французька кампанія
У період підготовки німецького вторгнення в Нижні країни та до Франції, за планом операції під кодовою назвою «Гельб» (нім. Fall Gelb), 7-ма танкова дивізія Роммеля була включена до складу 15-го моторизованого корпусу генерала Г.Гота, який розташовувався в центрі ударного угруповання німецьких військ.
10 травня 1940 Німеччина вдерлася до Західної Європи. 12 травня 7-ма танкова дивізія досягла Дінана, де була затримана біля мостів, що були знищені, через річку Маас. Бельгійські війська артилерійським та снайперським вогнем зірвали спробу підрозділів дивізії Роммеля швидко подолати водну перешкоду. Тоді командир дивізії наказав підпалити прилеглі місцеві будівлі й, маскуючись за димом, почав форсування своїх солдатів на гумових човнах через річку. Особисто Роммель переправився на чолі другої хвилі атакуючих, з якими почав штурм протилежного берегу.
13 травня дивізія Роммеля у важких боях біля річки Маас розгромила дві французькі дивізії (1-шу танкову та 4-ту піхотну) й розгорнула стрімкий наступ углиб північної Франції. При прориві «лінії Мажино» Роммель особисто пересів у головний танк ще одного ветерана Першої світової та кавалера Pour le Mérite оберста К.Ротенбурга, командира одного зі своїх танкових полків, вирвався на оперативний простір і силами майже одного полку вщент розбив ці дві французькі дивізії. Ервін Роммель особисто розробив нову тактику танкового прориву, він створив принципово нову топографічну систему прив'язки і цілевказівок для своєї дивізії: оперативні карти командирів екіпажів були розбиті на квадрати зі спеціальним цифровим і літерним позначенням. Це дозволяло танкістам швидко орієнтуватися на місцевості і за допомогою коду доповісти командуванню про своє місцезнаходження. Простота, надійність і оперативність «топографічної системи Роммеля» призвели до її повсюдного поширення у Вермахті.
15 травня танкова дивізія Роммеля фактично досягла Вілле-Поль і продовжила своє просування на захід і до 20 травня вийшла до Арле. Роммель планував обійти Аррас з півдня, а потім повернути на північ у напрямку на Лілль. 21 травня Роммель досяг району Аррас, де його передові частини були атаковані двома англійськими танковими полками (до 70 танків). Після того, як англійські танки завдали важких втрат німецькій піхоті і підрозділам протитанкової артилерії, їх просування було зупинено за допомогою всього декількох 88-мм зенітних гармат Flak 18/36 розташованих позаду німецьких бойових порядків. Це сталося вперше, коли 88-мм зенітні гармати застосовувалися проти наземних цілей, і незабаром вони стали відомими і страшними «вбивцями танків».
За планом операції «Рот», 7-ма танкова дивізія Роммеля зосередилася неподалік від берегової лінії, в містечку Аббевіль. 5 червня 1940 року, з початком другої фази Французької кампанії, дивізія Роммеля швидко форсувала річку Сомма неподалік від Ам'єна і вже через 3 дні, здійснивши потужний кидок на 100 км, 8 червня досягла околиць Руана, а 10 червня вийшла на берег Ла-Маншу поруч з Дьєпом. Вже 17 червня, просуваючись поздовж французького узбережжя, Роммель досяг південних околиць морського порту Шербур на крайньому півночі півострову Котантен. 19 червня міський гарнізон Шербуру та англійська піхотна дивізія майже в повному складі, на чолі з її командиром, здалися німецькому генералу. 25 червня 1940 битва за Францію була закінчена.
За шість тижнів кампанії Роммель втратив 2 594 чоловіки вбитими, пораненими і захопленими в полон. За той же період його солдати взяли в полон 97 468 військових противника, у тому числі 4 адміралів, серед них командувача французьким Атлантичним флотом, 17 генералів, знищили в повітрі та на землі 67 літаків, захопили 458 танків та бронемашин, 14 літаків, 277 гармат, 64 протитанкових гармати, до 5 000 вантажівок, від 1 500 до 2 000 автомашин, 1 500 кінських возів, і тонни провіанту та боєприпасів. Роммель із задоволенням забирав усі трофеї до своєї дивізії. Згодом, ця практика йому дуже стане в пригоді в пустелях Північної Африки.

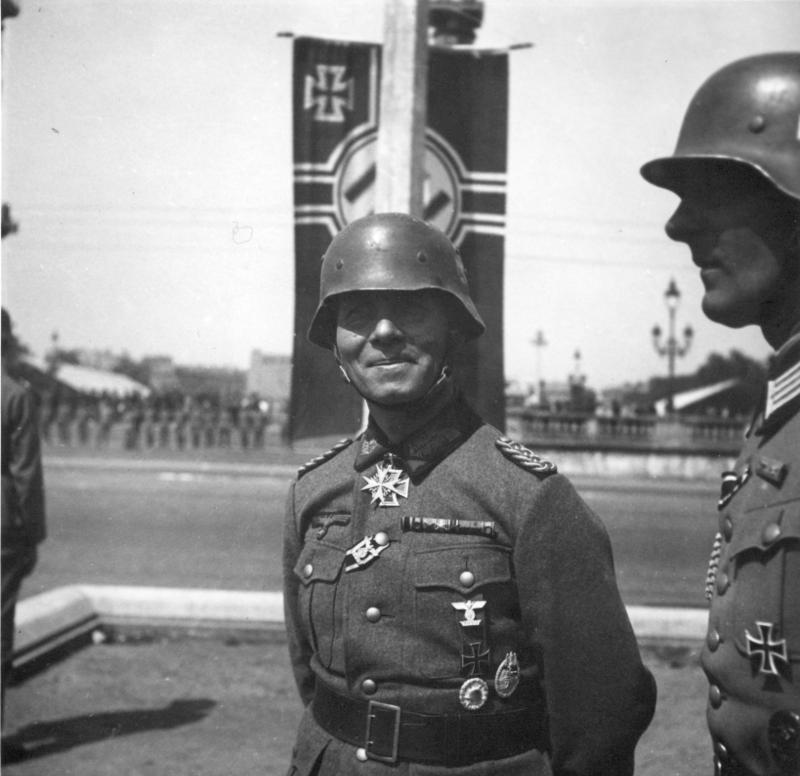
Командир 7-ї танкової дивізії генерал-майор Е.Роммель на параді в Парижі з нагоди перемоги та капітуляції Франції. Червень 1940

За успішні бойові дії у Франції Ервін Роммель отримав особисто з рук Гітлера Лицарський хрест Залізного хреста; перший командир дивізії, що удостоєний такої честі. Ця нагорода, яка була надана Роммелю за власним наказом Гітлера, викликала спалах ворожості серед колег-офіцерів, які критично ставилися до близьких стосунків Роммеля з Гітлером. Вони вважали, що це було лише свідченням того, що Гітлер віддає Роммелю більше преференцій, а не реальною оцінкою його заслуг.
За час боїв за Францію 7-ма танкова дивізія Роммеля отримала прізвисько «Дивізія-Примара» (нім. Gespenster-Division), тому що ніхто не знав, де вона знаходиться в даний час, включаючи вище командування Вермахту і штаб Роммеля. Успіх 7-ї танкової дивізії у Франції, в першу чергу, ґрунтувався на стрімкості та максимальній дистанції, що покривалася нею.
Як командир 7-ї танкової дивізії, Роммель вдавав[що?] із себе безумовного військового лідера з унікальними методами командування. Роммель мав звичай керувати своїми частинами з передової, оскільки відчував важливість присутності командира поблизу своїх солдатів. Практично завжди Роммель йшов попереду, разом зі своїми розвідувальними підрозділами, іноді довго не виходячи на зв'язок з вищим командуванням, бо не хотів, щоб йому заважали. Роммель з'ясував для себе, що керівництво Вермахтом реально нічого не розуміє у веденні танкової війни, тому він просто обривав зв'язок, а доповідав пізніше. Його власний штаб критикував командира за таку поведінку; іноді сам був нездатний пояснити чи зрозуміти, де знаходиться дивізія. Нерідко виникали ситуації, коли Роммель отримував наказ захопити яке-небудь бельгійське або французьке містечко. Він чесно виконував наказ, але при цьому генерала могло «занести» ще на пару сотень кілометрів у бік від визначеної цілі, і там він здобував несподіваної перемоги, іноді важливішої, ніж передбачалася наказом вищого командування. Цими перемогами він ставив свого начальника, Г.фон Рундштедта, в безглузде становище, виходило, що командувач групи армій погано керує військовою операцією, не використовує усі наявні можливості.

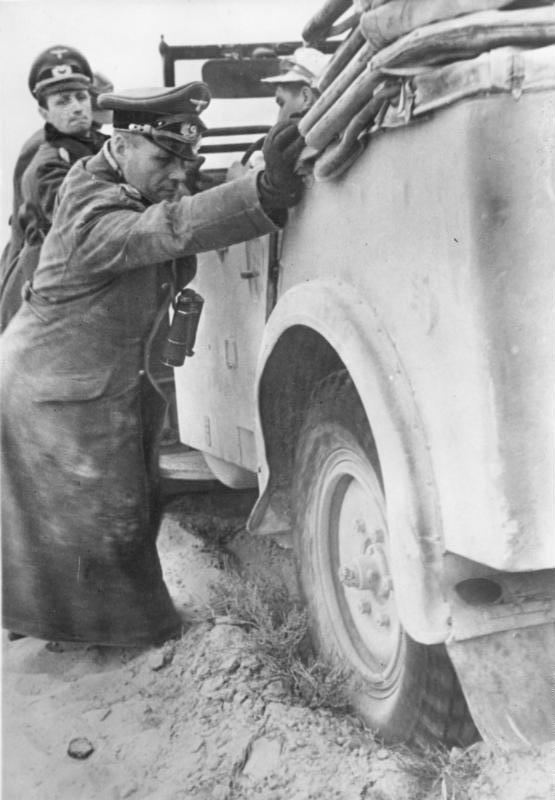
Командувач корпусом «Африка» Е. Роммель у пустелі Африки. Січень 1941

Кінець 1940 Роммель провів у Бордо, продовжуючи навчання своєї дивізії. Одночасно, він співпрацював з доктором Геббельсом, створюючи фільм «Перемога на Заході», і почав писати ще одну книгу — щоденник дій 7-ї танкової дивізії під час Французької кампанії. На відміну від більшості німецьких генералів, Роммель мав чисто американське ставлення до публічної популярності і чудово усвідомлював значення зв'язків із пресою та вміло використовував їх на користь своїй кар'єрі. Завдяки Геббельсу і міністерству пропаганди він став відомий усім, тож не дивно, що на початку 1941 року Гітлер викликав його до своєї ставки, справив у генерал-лейтенанти та призначив командиром Африканського корпусу.

### Африканська кампанія

#### Перші бої кампанії 1941 року
Зірковим часом для Ервіна Роммеля стала Африканська кампанія. З цього часу Роммеля почали кликати «Лисом пустелі» (причому як союзники, так і противники), через непередбачуваність його дій, феноменальні лідерські здібності командувача, військовий талант та майстерність імпровізацій у діях.

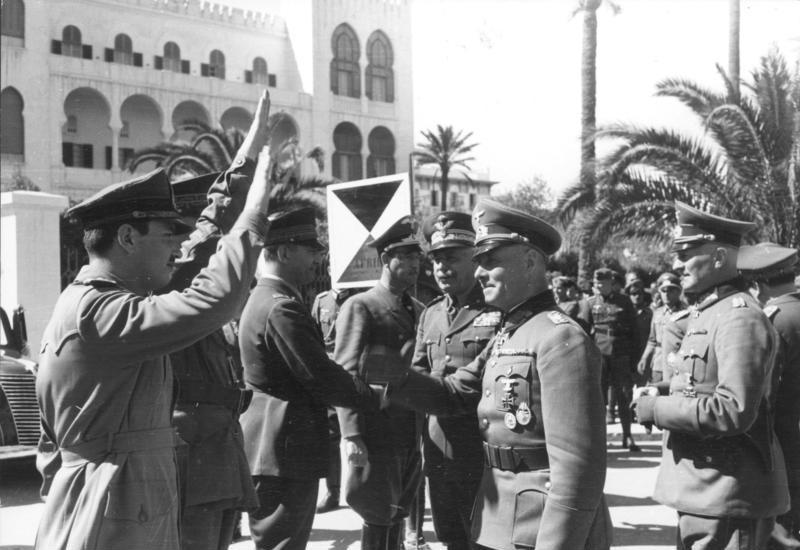
Роммель з генерал-губернатором Італійської Лівії Італо Гарібольді та генералом Й. Штрейхом. Триполі. Лютий 1941

10 червня 1940, незадовго до успішного завершення плану «Гельб», Муссоліні оголосив війну Франції і Англії, незабаром після цього без консультації з Берліном він відправив експедиційний корпус до Єгипту і атакував англійські війська. Дуче розраховував на легку перемогу над недоукомплектованим «нільським угрупованням» британського головнокомандувача, генерала А.Вейвелла. За задумом Муссоліні активність на африканському фронті повинна була стати важливим внеском Італії в геополітичну стратегію країн «Осі» і скувати значні сили союзників в Африці.
На початку вторгнення чвертьмільйонному італійському угрупованню протистояли 30 000 англійців. До середини вересня італійська армія змогла просунутися вглиб території Єгипту і досягла села Сіді-Баррані, за 90 кілометрів від лівійсько-єгипетського кордону.
Далі ситуація почала розвиватися зовсім не так, як це планував дуче. 9 грудня 1940 британська армія Західної Пустелі під командуванням генерала Р. О'Коннора, розпочавши операцію «Компас» — наступ проти італійських військ — протягом двох місяців завдала рішучої поразки італійській армії. Війська Муссоліні в Північній Африці опинилися на межі повного розгрому. А.Вейвелл не тільки вигнав італійців з Єгипту, але і на плечах відступаючого ворога захопив Бардію і фортецю Тобрук, що вважалася неприступною; згодом впала і вся Киренаїка. Одним потужним ударом розгромивши ворога біля Ель-Мекілі, британська армія здійснила марш-кидок через пустелю і вийшла до Бенгазі, остаточно поховавши всі надії італійців на колоніальне панування Італії в цій частині світу.

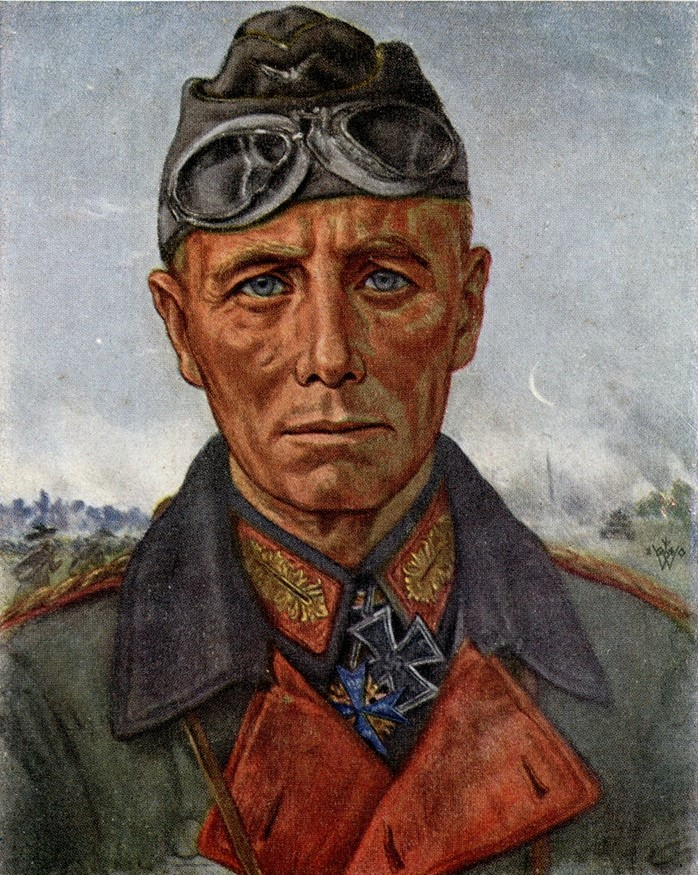
Портрет Ервіна Роммеля. Автор — Вольфганг Вілльріх (1941).

8 лютого 1941 року британські війська захопили Ель-Агейлу, що знаходилася неподалік від Триполі — останнього вузла опору італійців у Лівії. Менш ніж за 2 місяці боїв італійська 10-та армія майже перестала існувати; британці витіснили їх з Єгипту, відкинули більше ніж на 600 миль від лівійсько-єгипетського кордону. Моторизовані батальйони англійців легко наздоганяли відступаючих у пішому строю італійців і десятками тисяч захоплювали в полон. Як, не без гумору, повідомив один британський командир батальйону, він захопив «5 акрів офіцерів і 200 акрів рядових». Італійці зазнали загальних втрат у понад 130 000 людей та 400 танків, британці ж втратили при цьому всього 2 000 своїх військових й готувалися до повного захоплення всієї Лівії.
Гітлеру довелося виручати свого невдалого союзника. 3 лютого 1941 на таємній нараді у ставці фюрера з вищим керівництвом Третього Рейху, де обговорювалися питання операції «Барбаросса», Адольф Гітлер сказав офіцерам, що втрата Північної Африки не надто важлива з військової точки зору, але це може призвести до занадто сильного психологічного впливу на Італію. Водночас, це звільнить близько дюжини британських дивізій на Середземноморському театрі, які противник зможе використовувати «більш небезпечним чином… Ми повинні всіма силами перешкодити цьому». Тому він вирішив надати військову допомогу італійському диктаторові і сформувати окремий німецький корпус у складі 2-х дивізій.
6 лютого 1941 року Роммеля, щойно підвищеного в генерал-лейтенанти, викликали до Берліна і призначили командувачем невеликого моторизованого об'єднання, котре отримало горде ім'я «Німецький Африканський Корпус» (нім. Deutsches Afrika Korps), що відправлявся на допомогу італійській армії. До його складу входили лише дві дивізії (5-та легка і 15-та танкова), причому на їх перекидання відводилося кілька місяців, а Роммелю було наказано терміново відбути до Триполі.
Вранці 12 лютого 1941 року Ервін Роммель прибув до столиці Італійської Лівії, де він представився маршалу Італії І. Гарібольді, головнокомандувачу італійської армії в Північній Африці. Прибувши на театр воєнних дій Роммель знайшов італійські частини (що мали лише 7 000 вояків після розгрому) майже небоєздатними й повністю деморалізованими внаслідок поразок, зазнаних від англійців. 14 лютого 1941 перші частини 5-ї легкої дивізії висадилися в Триполі. У Роммеля в розпорядженні були слабкі сили: X-й італійський корпус, що мав рештки розгромлених 27-ї піхотної дивізії «Брешіа», 17-ї піхотної дивізії «Павія», 25-ї піхотної дивізії «Болонья»; у Роммеля було лише 60 танків — і всі застарілі. З Італії прибували перші підрозділи відмінної 132-ї танкової дивізії «Арієте».
Перед відбуттям з Німеччини Роммель отримав наказ від головнокомандувача німецькою армією генерал-фельдмаршала В. фон Браухіча і начальника німецького Генерального штабу генерал-полковника Ф. Гальдера не починати наступ, поки в Африку не прибудуть обидва німецьких з'єднання. Це повинно було відбутися лише наприкінці травня.
Командир корпусу негайно організував усіма наявними силами розвідку театру дій й, невдовзі, оцінивши обстановку, Роммель дійшов висновку, що противник, котрий йому протистояв, недостатньо сильний. До того ж, війська Британської співдружності розкидані на значному просторі по всьому північному африканському узбережжю. Більш того, Роммель швидко зрозумів, що британські війська серйозно ослаблені операцією, що почалася в Греції. Тому, він вирішив проігнорувати отримані в Берліні накази і почати діяти, не дочекавшись повного зосередження усіх своїх сил, перекидання яких до Північної Африки затримувалося.
Вже 24 лютого передові підрозділи корпусу «Африка» мали перше бойове зіткнення з англійськими військами у Ель-Агейла (Лівія), де Роммель розбив англійські війська під командуванням генерала А.Вейвелла.
24 березня 1941 силами лише 5-ї легкої дивізії за підтримки 2-х італійських дивізій Роммель розпочав наступ, а 31 березня була проведена успішна атака англійських позицій у Мерса Брега. Командувач об'єднаними німецько-італійськими військами застосував тактику бліцкригу, що дуже добре зарекомендувала себе у Франції й виявилася для англійців в Африці чимось несподіваним. Роммель діяв наполегливо, рішуче та, не гаючи часу, завдавав удари по усіх напрямках, чим призводив противника в повне сум'яття. Корпус «Африка» продовжував тіснити британські частини, що відступали, на схід, рухаючись на Тобрук, який захищав шлях вглиб країни, до Нілу. При цьому Роммель повністю ігнорував протести та спроби головнокомандувача італійськими військами в Африці генерала І. Гарібольді його зупинити, й, маючи по суті, лише одну дивізію, без зволікань пройшов від Триполітанії, через Лівію до Киренаїки і захопив Бенгазі. У ході проведеної ним операції Роммель розгромив 2-гу англійську бронетанкову дивізію і блокував у Тобруці до півтори дивізії противника, захопивши велику кількість полонених, зокрема знаменитого генерала Р.О'Коннора і ще чотирьох генералів. Проте, активні дії англійської авіації і флоту на Середземному морі спровокували гостру нестачу пального та продовольства у військах Роммеля й змусили його призупинити темпи подальшого просування по Північній Африці.

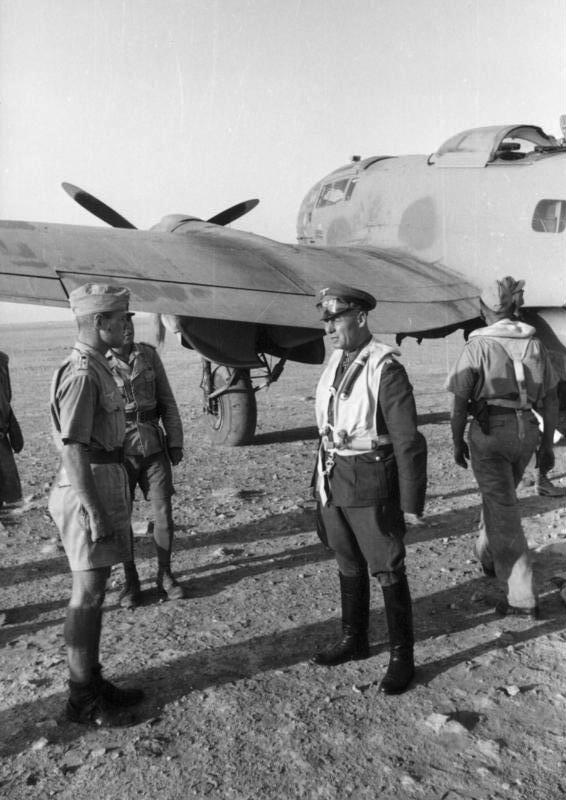
Генерал-лейтенант Е.Роммель на фоні бомбардувальника Heinkel He 111 веде розмову з гауптманом Йоахимом Мюнхебергом. Північна Африка. Літо 1941

Його ефектний наступ шокував західних союзників і дав початок легенді про «Лиса пустелі». Через 2 роки ця легенда розрослася до неймовірних розмірів.

#### Облога Тобрука
13 квітня 1941 року Роммель захопив Бардію і Соллум, остаточно відрізавши війська Британської співдружності в районі Тобруку, а до 15 квітня вийшов до західного кордону Єгипту. Фронт у Північній Африці стабілізувався по лінії лівійсько-єгипетського кордону, з якого по суті почалася ця кампанія. Незважаючи на свою затримку під Тобруком, Роммель таки зумів відкинути союзників назад на 1 000 миль. Позиції Осі в Африці зміцнилися, британці більше не загрожували скинути італійсько-німецькі війська в море.
Облога німцями Тобрука, з 25 000 гарнізоном, що складався з формувань австралійської 9-ї дивізії та британських частин, які опинилися в оточенні, тривала 242 дні. Намагаючись скористатися ситуацією, ще 11 квітня Роммель спробував з ходу прорвати оборонну лінію навколо міста-порту та захопити його. Атака тривала до 13 квітня, але захлинулася. Однак, Роммель залишався безжурним, він вірив, що зможе швидко опанувати Тобрук і йому потрібні лише додаткові резерви й техніка, про що він безперервно телеграфував до Берліна. Прецінь, на той час Вермахт був цілком зосереджений на підготовці операції «Барбаросса» й вищому командуванню Німеччини була байдужа доля третьорядного містечка на середземноморському узбережжі Африки.
Безперервні намагання Роммеля опанувати місто призводили до значних втрат серед німецьких та італійських солдатів. Це, у свою чергу, спровокувало низку конфліктів, коли Роммель звільнив ряд командирів, що суперечили йому в його планах наступу. Стосунки командира корпусу з підлеглими командирами виявилися дуже напруженими на той час, особливо з командиром 5-ї легкої дивізії генералом Й.Штрейхом, який відкрито критикував рішення Роммеля і відмовився взяти на себе відповідальність за ці безглузді атаки. Конфлікт зайшов так далеко, що в нього змушений був втрутитися командувач сухопутними військами генерал-фельдмаршал В. фон Браухіч, котрий написав Роммелю, що замість того, щоб погрожувати і просити заміни посадових осіб, які «досі відмінно відзначалися в бою», а «…в спокійній і конструктивній дискусії здобути кращих результатів». Роммель залишився невблаганним.
На чисельні та наполегливі вимоги командира корпусу «Африка», генерал Ф.Гальдер наказав своєму заступникові Ф.Паулюсу виїхати до району бойових дій, оцінити обстановку на місті й ухвалити відповідне рішення. 27 числа Паулюс прибув до обложеного міста й під настійними переконаннями Роммеля, надав дозвіл на штурм укріплень. Ця спроба, що розпочалася з 30 квітня 1941 року, також виявилася невдалою. Бої за місто розгорнулися з новою силою, однак, вже 4 травня 1941 представник Генерального штабу Сухопутних військ був змушений зупинити наступ, який опинився на межі провалу. Роммель, не тямлячи себе від люті, намагався продовжити штурм Тобруку, але ОКГ суворо заборонили йому це робити до підходу резервів та завершення ретельної підготовки штурму портового міста.
Після того, як наступ було відкладено, Роммель припинив усі фронтальні атаки, ще через два місяці припинилися нальоти «Штукас» і зменшилася інтенсивність артобстрілів. Потім його війська відійшли від фортеці і почали окопуватися. Військова операція не вдалася — і німці вирішили взяти Тобрук змором.

Емблема Корпусу «Африка»

Одночасно Роммель організував прикриття кордону силами італійських військ, тримаючи мобільні резерви на випадок спроби британців атакувати з Єгипту, а особисто зосередився на детальнішому проробленні плану штурму Тобруку, який він намітив на 21 листопада 1941. З отриманням підкріплень і поліпшенням умов постачання, Роммель розраховував розгорнути наступ на Александрію і далі на Каїр. Проте, цьому не судила доля. Підготовка та початок війни Гітлера проти Радянського Союзу спричинили до виникнення складнощів із постачанням військ в Африці та завдали багато труднощів планам Роммеля. Це врятувало англійську армію «Ніл» (з вересня 1941 року 8-ма англійська армія) від повного розгрому, а Англію — від втрати Єгипту та Суецького каналу.
До середини червня 1941 року англійці силами 8-ї британської армії двічі здійснили невдалі спроби деблокувати обложений Тобрук (з 15 травня 1941 — операція «Бревіті» та з 15 червня — операція «Батлакс»), але щоразу були відкинуті назад німецькими та італійськими військами Роммеля, який в ході боїв продемонстрував свій блискучий талант тактика.
Так, перед початком однієї з битв, Роммель наказав прив'язати до всіх допоміжних машин і до деяких легких італійських танків оберемки дерев і чагарнику на довгих тросах. Італійські танки йшли в першій лінії, один за одним, за ними — допоміжні машини. Оберемки рослин підіймали величезні хмари пилу. Для англійців це виглядало як повномасштабна атака великих сил. Вони [англійці] не тільки відступали, а й знімали додаткові сили з інших ділянок оборони на цей напрямок.
Водночас Ервін Роммель наказав встановити свої 88-мм зенітні гармати за U-подібними піщаними валами і вкопав їх у землю. Причому вкопані вони були настільки глибоко, що стволи гармат височили над рівнем піску всього на 30-60 см. Вкопували їх через те, що артилерійські системи не мали коліс, а профіль був дуже високий і помітний для противника. Потім навколо кожної гарматної позиції було натягнуто легкий тент під колір піску так, що навіть у бінокль неможливо було роздивитися вогневі позиції. Коли англійці побачили безліч таких піщаних дюн, це не викликало у них занепокоєння, оскільки вони не знали жодного зразка німецької важкої зброї з таким низьким силуетом.
А потім Роммель послав свої легкі танки в хибну атаку на англійські позиції. Англійські крейсерські танки, відчуваючи легку перемогу, кинулися назустріч, у той час як німецькі легкі танки розгорнулися і відступили за лінію 88-мм гармат. Коли дистанція скоротилася до мінімуму (артилерійські обслуги мали воістину залізну витримку), пастка закрилася, і гармати відкрили вогонь по танках впритул. Одночасно Роммель атакував з абсолютно іншого напрямку силами німецьких танкових дивізій. Британці були розгромлені вщент і повністю деморалізовані, втративши 87 танків проти 25 німецьких.

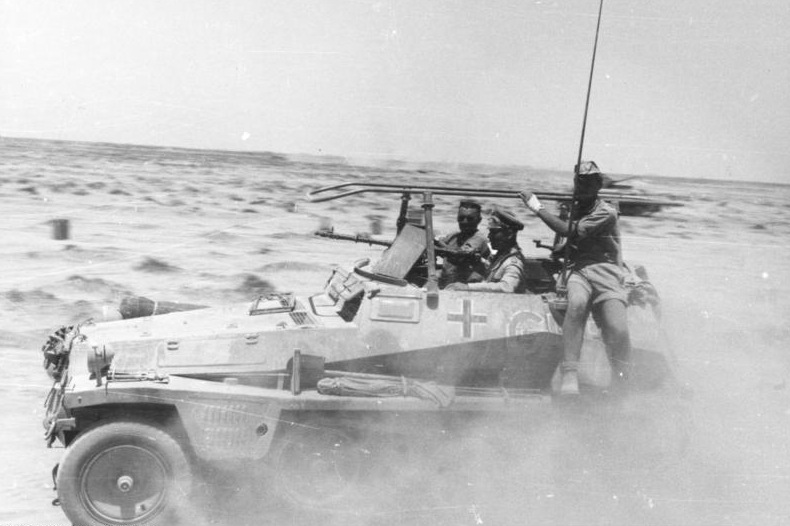
Роммель на командно-штабній машині Sd.Kfz 250/3 Alte «Greif». Північна Африка. 1942

За такі провали Черчілль змістив А. Вейвелла, і на посаді командувача військами на Середньому Сході його замінив генерал сер К. Окінлек. У липні 1941 року, створивши значну перевагу в силах, англійці спробували перейти в наступ і знову оволодіти стратегічною ініціативою на ТВД, але знову були розбиті Роммелем. За свої перемоги в Північній Африці навесні — влітку 1941 року Роммель був нагороджений дубовим листям до Лицарського хреста і отримав чин генерала танкових військ. 15 серпня 1941 року його корпус перетворений на танкову групу «Африка», до складу якої увійшли німецький «Африканський корпус», X-й та XXI-й італійські армійські корпуси, а також німецька 90-та легка дивізія. Пізніше під його командування був відданий італійський XX-й моторизований корпус, а 5-та легка дивізія була переформована на 21-шу танкову дивізію. Роммель став фактичним командувачем усіма італійсько-німецькими військами в Північній Африці, що були на той час на континенті.
З часом ім'я Ервіна Роммеля стало дуже популярним в Арабському світі, він величався місцевим населенням, як визволитель від англійського панування. У Німеччині, міністр пропаганди Й.Геббельс також використовував популярність Роммеля серед солдатів і цивільного населення з метою створення образу непереможного народного маршала (нім. Volksmarschall).
Вінстон Черчілль, виступаючи в Палаті громад, сказав:

| «Ми маємо дуже сміливого і талановитого противника, що діє проти нас, й, дозвольте мені запевнити, незважаючи на хаос війни, великого полководця»[34] Оригінальний текст (англ.) «We have a very daring and skillful opponent against us, and, may I say across the havoc of war, a great general» |

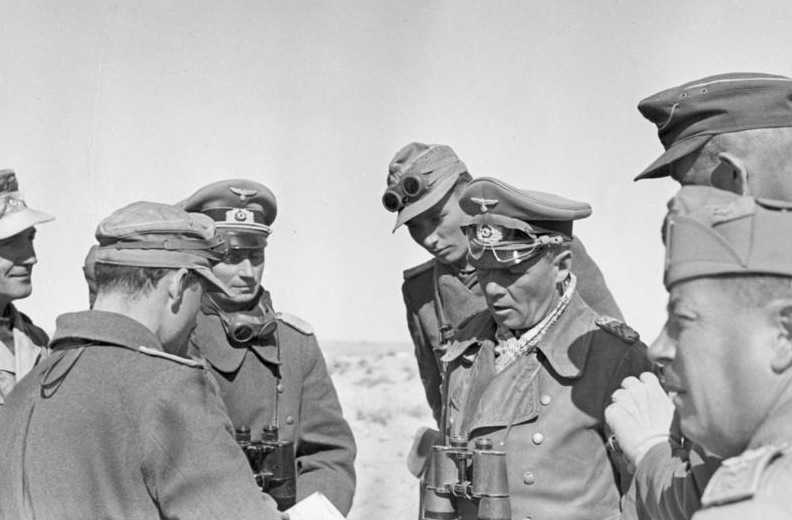
Спілкування з італійськими офіцерами. Північна Африка. Ель-Агейла. 12 січня 1942

#### Операція «Крусейдер»
17 листопада 1941 року, в ході підготовки до чергового наступу, з метою підірвати штаб-квартиру Роммеля, а його вбити, англійцями було надіслано спеціальний підрозділ командос. Але, місія не увінчалася успіхом, оскільки Роммеля там на той час не було.
18 листопада 1941, випередивши початок штурму Тобруку військами Роммеля, британці почали свою наступальну операцію під кодовою назвою «Крусейдер», або «Зимову битву», як назвали її німці, з метою розгрому угруповання противника в Киренаїці та деблокади міста. 8-ма англійська армія (6 дивізій та 5 бригад) налічувала близько 120 тис. осіб, понад 900 танків і понад 1 000 літаків.
Британські повітряні та морські сили, діючи з острова-фортеці Мальта, активними діями перерізали морські комунікації країн Осі на Середземному морю і практично позбавили армію Роммеля можливостей отримувати поповнення та головне матеріальні запаси з Європи. Аби зменшити втрати, Адольф Гітлер перекинув зі Східного фронту на Сицилію 2-й повітряний флот генерал-фельдмаршала А. Кессельрінга, який мав нейтралізувати Мальту. Але це відбулося занадто пізно, щоб допомогти Роммелю в черговій битві. У листопаді 1941 року кораблі, підводні човни і літаки союзників потопили 77 % припасів, відправлених танковій групі «Африка». На початок битви Роммелю довелося протистояти противнику, маючи лише 15 % від необхідних йому запасів боєприпасів і пального. Під його командуванням було 10 дивізій (7 італійських і 3 німецьких) загальною чисельністю близько 100 тис. осіб, більш за 400 танків і 340 літаків.
8-ма британська армія генерала сера А.Каннінгема завдала удар відразу по кількох напрямках потужним кулаком з 748 танків. У резерві Каннінгем мав ще 200 танків, а 236 танків прямували до Єгипту кораблями декількох конвоїв. У свою чергу, для відбиття удару Роммель мав всього 249 німецьких і 146 італійських танків. У резерві в нього не було нічого, крім 50 танків, що знаходилися в ремонтних майстернях. Й хоча всі атаки противника Роммелю вдалося відбити, через брак власних сил і особливо засобів, він був змушений розпочати відступ. Генерал-фельдмаршал волів пожертвувати захопленою територією, але зберегти свої війська. Незважаючи на нестачу продовольства, палива і боєприпасів, незважаючи на сили противника, що втричі переважали, Роммель зумів стримати наступ англійців, по черзі відбиваючи некоординовані атаки противника. 22 і 23 листопада 1941 Роммелю вдалося зупинити просування британців й навіть контратакувати, вийшовши їм у тил, але значного успіху він не зміг досягнути й незабаром, 29 листопада англійські війська прорвалися до обложених частин в місто Тобрук.
5 грудня 1941 Роммель був змушений зняти облогу Тобрука, яка тривала 8 місяців, а слідом за тим залишив і Киренаїку. До 7 грудня 1941 року корпус «Африка» відступав через Киренаїку і до 6 січня 1942 відкотився до Ель-Агейли в Лівії. Тим не менш, «Лис пустелі» продовжував чинити найзапекліший опір.
У ході 2-місячних боїв англійські війська просунулися на глибину майже 800 км, але не змогли виконати своє головне завдання — знищити німецько-італійські війська в Північній Африці. Успішному просуванню 8-ї англійської армії на таку велику глибину значною мірою сприяв британський флот, який забезпечував безперебійне постачання всім необхідним і здійснював потужну вогневу підтримку на приморському фланзі. Тилове ж забезпечення військ Роммеля перебувало у вкрай жалюгідному стані. Роммель втратив 386 зі своїх 412 танків. Він також втратив 3 командирів німецьких дивізій, 38 300 чоловіків було вбито, поранено, зникли безвісти та потрапили в полон. Це становило 32 % сил Роммеля.
5 січня 1942 Африканський корпус припинив відступати й перейшов до оборони біля Марса-Ель-Брега.

#### Кампанія 1942
21 січня 1942 року, всупереч логіці військової науки, практично без підготовки, лише тільки отримавши підкріплення і перегрупувавши свої сили, Роммель завдав раптового удару противникові. Його наступ призвів противника в стан повного безладу й досяг повної раптовості. Це була найблискучіша кампанія Роммеля. В ході 3-денної битви, що перетворилася на переслідування противника, Африканський корпус і 90-та легка дивізія знищили 100 з 150 танків британської 1-ї бронетанкової дивізії, дві третини її артилерії і тисячі солдатів. Штаб дивізії потрапив у полон, а в тиловому депо німці захопили 30 справних піхотних танків «Валентайн». Оберст Фрідріх-Вільгельм фон Меллентін, начальник розвідки Роммеля, згадував, що «швидкість переслідування досягала 25 км/год, англійці драпали по пустелі, як божевільні». До 26 січня англійці втратили 299 танків і бронемашин, 147 гармат і 935 чоловіків полоненими. Роммель повідомив, що втратив всього 3 офіцерів, 11 солдатів і 3 танки. Опівдні 29 січня Роммель увійшов у Бенгазі — столицю Киренаїки, і відкинувши англійські війська на 600 км на схід, вийшов на рубіж Ель-Газала, Бір-Хакейм, де був змушений зупинитися через брак пального та боєприпасів. Випередивши противника з переходом у наступ, Роммель зірвав його план наступу на Триполі.
За цю вражаючу перемогу (на тлі поразки німецьких військ під Москвою) Гітлер нагородив Роммеля мечами до Лицарського хреста і 21 січня 1942 підвищив у генерал-полковники. 22 січня 1942 року його танкова група була перетворена на танкову армію «Африка» і Роммель став її командувачем.

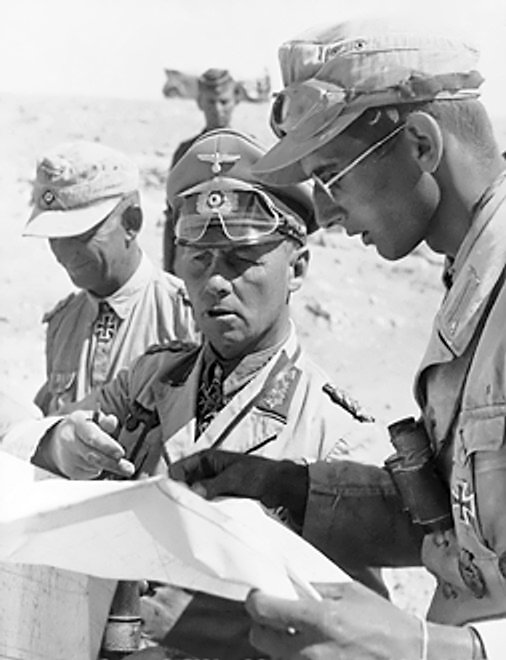
Генерал-фельдмаршал Ервін Роммель — командувач танкової армії «Африка»

#### Операція «Тезей»
З кінця січня 1942 року на північно-африканському ТВД настало затишшя в бойових діях, що тривало до кінця травня. Обидві сторони проводили інтенсивну підготовку до нових битв.
Після значних успіхів авіації генерал-фельдмаршала А. Кессельрінга у створенні переваги в повітрі на даному театрі дій та придушенні опору захисників Мальти у квітні 1942 року, потік життєво важливих поставок для танкової армії «Африка» суттєво збільшився. Якщо раніше Роммель отримував близько третини від необхідної кількості припасів протягом декількох місяців, то зараз, з надходженням техніки, в першу чергу танків, боєприпасів, продовольства та іншого військового майна, Роммель енергійно почав планувати рішучий наступ на літо. З розвідданих командувач мав інформацію про постійне нарощування сил противника та посилення позицій навколо Ель-Газали. Однак, Роммель знайшов «ахіллесову п'яту» в оборонних планах британців. Він з'ясував, що дуже міцні британські позиції навколо Ель-Газали можуть бути обійдені на крайньому півдні через пустелю, а далі він міг би вирватися на оперативний простір та знищити війська, що йому протистояли.
Британські війська зосередили на цьому напрямку 900 танків, з яких 200 були новітніми американськими танками «Грант», в той час, як уся танкова армія Роммеля мала 320 німецьких, 50 з яких були застарілими Panzer II, та 240 італійських танків, які були не кращими за легкі Panzer II. Тому Роммель покладався переважно на підрозділи 88-мм гармат, які були спроможні знищити британські важкі танки, але навіть їх був значний брак. Піхотні та артилерійські формування італійсько-німецького контингенту мали некомплект військ та техніки після попередніх кампаній, британці значно переважали війська німецького генерала. Лише в повітрі Роммель, на відміну від ситуації 1941 року, тримав відносний паритет з Королівськими ВПС.
Першим удар завдав Роммель, який, незважаючи на значну перевагу британських військ у силах, атакував їх у ніч на 27 травня 1942, у класичному стилі бліцкригу. Основні сили італійської піхоти, за підтримки крихти танків, завдавали удар проти головних укріплень британців біля Ель-Газали. У той же час, Роммель на чолі усіх своїх моторизованих і танкових військ здійснював фланговий маневр на півдні. Наступного ранку німці з італійцями прорвалися крізь позиції військ Британської Співдружності, й повернули на північ, але протягом дня Роммель зіткнувся в зустрічному бою з танковими частинами британців, де обидві сторони зазнали важких втрат. Спроба оточити позиції навколо Ель-Газали не вдалася, а німці втратили третину своїх важких танків. Відновивши наступним ранком 28 травня 1942 наступ, Роммель зосередився на оточенні та знищенні окремих британських бронетанкових підрозділів. Через запеклі контратаки противника Роммель змушений місцями перейти до оборони, а не продовжувати свій план з проривом на північ до узбережжя. 30 травня німецькі війська завдали удару на схід, об'єднавшись з елементами італійського X-го корпусу, який розчистив шляхи через мінні поля союзників, забезпечивши лінію постачання. 2 червня 90-та легка дивізія з 101-ю моторизованою дивізією «Трієст» оточила і знищила опорний пункт союзників у Бір-Хакейм, остаточно захопивши його 11 червня. Роммель знову атакував у північному напрямку, примусивши британців з 14 червня почати стрімко відступати на схід, щоб уникнути повного оточення.
Битва в районі Ель-Газала, Бір-Хакейм тривала понад 2 тижні (27 травня — 12 червня 1942 року) і завершилася повною перемогою Роммеля, 8-ма англійська армія була розбита і безладно відступила. 21 червня, майже без втрат, війська Роммеля опанували Тобрук, захопивши там 33 тис. полонених, а також великі запаси озброєння, боєприпасів і продовольства.
22 червня 1942 року, захоплений блискучою перемогою Роммеля, Гітлер підвищив його в генерал-фельдмаршали. 50-річний Роммель став наймолодшим фельдмаршалом німецької армії і досяг вершини у своїй військовій кар'єрі.
«Гітлер зробив мене фельдмаршалом, — писав він у той вечір дружині. — Але я замість цього волів би ще одну дивізію».
Незважаючи на гостру нестачу найнеобхіднішого для продовження подальшого наступу вглиб Єгипту та значні втрати в особовому складі та техніці в боях під Ель-Газалою та Тобруком, Роммель вирішив продовжити рух на Мерса-Матрух. Він також хотів випередити британців, доки вони не створили нові оборонні рубежі й не отямилися після нищівних поразок останніх тижнів. Його рішення розкритикували, тому що всі чудово розуміли, що просування в Єгипті означало значне віддалення від ліній постачання. Це також означало, що запланований напад на Мальту доведеться відкласти, оскільки Люфтваффе необхідно буде підтримувати наступ Роммеля на схід. А.Кессельрінг категорично не погоджувався з планами свого підлеглого, і зайшов так далеко, що погрожував відкликати свою авіацію на Сицилію. Аби отримати згоду на наступ на Єгипет, Роммель пішов через голову своїх безпосередніх начальників та запропонував Гітлеру операцію, піднесши її як реалістичній спосіб опанувати Єгиптом. Гітлер погодився з пропозицією Роммеля, попри протестів з боку італійського Генерального штабу і деяких з власних штабних офіцерів, бачачи гарну можливість для повної перемоги в Африці.
Після битви під Ель-Газала в армії Роммеля залишалося в строю лише близько 100 справних танків, але він, тим не менш, вирішив продовжувати наступ, щоб остаточно завершити знищення 8-ї англійської армії. Роммель стрімко перетнув єгипетсько-лівійський кордон, і ні на хвилину не припиняв переслідування знекровлених залишків 8-ї армії британців, котрі стрімко відкочувалися на схід. Рішення Роммеля про наступ в значній мірі базувалася на даних розвідки: італійські шпигуни змогли викрасти дипломатичні коди американського посольства в Каїрі, що дозволило їм читати доповіді військового атташе, які доповідали про дуже значні втрати британців. Німці без особливих зусиль захопили Мерса-Матрух, Фука і Ель-Даба разом з їх численними армійськими складами, аеродромами та комунікаційними спорудами. Привид катастрофи, що насувається, замаячив перед англійцями: незаперечна перемога Роммеля в мить ока витіснила Велику Британію з західного та центрального Середземномор'я.

#### Перша битва за Ель-Аламейн
Німецько-італійські війська вторглися в Єгипет, маючи завдання захопити Каїр і Александрію, а потім вийти до Суецького каналу. Ця мета була вже майже досягнута — танки Роммеля знаходилися на відстані добового переходу від Александрії, коли 30 червня зненацька наразилися на добре організовану оборону 18ї індійської бригади в Деір-ель-Шейн, західніше Ель-Аламейна, яка перебувала за 96 км від Александрії та за 240 км від Каїра. Спроба Роммеля сходу подолати її успіхом не увінчалася, та дала відступаючим британським військам організувати оборону біля Ель-Аламейну. Британці, відбивши удар німецьких військ, потім самі атакували італійців і примусили їх до втечі. Роммелю довелося виділити значну частину сил німецького Африканського корпусу, щоб відновити фронт у смузі свого союзника.
Але, до цього моменту німецько-італійські війська були повністю виснажені, маючи у своєму розпорядженні лише 50 справних танків і трималися тільки на трофейних припасах; до речі, 85 % транспортних засобів, що були в розпорядженні Роммеля, були вироблені в Детройті. З початку липня і до кінця серпня англійці зосередили усі свої зусилля на знищенні знекровленого «Африканського корпусу», але їх спроби мали незначний успіх. Тільки в період з 5 по 27 липня «Лис пустелі» відбив 10 великих атак. Британські війська зазнавали важких втрат, проте резерви Роммеля були вичерпані повністю. 26 липня його важка артилерія випустила свій останній снаряд, а польова продовжувала стріляти лише тому, що користувалася трофейними англійськими гарматами і боєприпасами. Ервін Роммель продовжував наполягати на доставці йому боєприпасів, палива та провізії, але, в той момент, усі зусилля німецької військової машини були зосереджені на Східному фронті, тому Роммелю діставалися лише крихти із запитуваного.
Перша битва за Ель-Аламейн тривала майже 4 тижні (1-27 липня 1942) і завершилася для німців невдачею — прорвати оборону противника їм не вдалося. Похід до Єгипту зірвався. Крім того 10 липня 1942 року, Роммель втратив групу радіорозвідки NFAK 621 на чолі з Альфредом Сібомом, яка постачала йому дані про тактичні перемовини британців з 1941 року, і яка в значній мірі обумовлювала «тактичний талан» Роммеля. В ході бойових дій під Ель-Аламейном Роммель, майстерно маневруючи своїми силами, відбив потужний наступ противника, але при цьому майже повністю вичерпав наявний у нього запас пального і боєприпасів. Надії на швидке їх поповнення не було, оскільки головна база постачання танкової армії «Африка» перебувала за багато сотень кілометрів від району бойових дій, а на морі панував Королівський британський флот.
Роммель вже ухвалив рішення на відступ у тому випадку, якщо англійці відновлять свої атаки. Але противник також був знекровлений і втратив здатність вести активні бойові дії. На африканському фронті знову встановилося затишшя. Британці досить швидко поповнили свої втрати, і вже до початку вересня співвідношення по людях і танках було 3:1, а по літаках 4:1 на їх користь.

#### Битва при Алам-ель-Халфі
У тупиковій ситуації, що утворилася, Роммель знову розраховував перейти в наступ перш, ніж величезна кількість поповнення та матеріалів прибуде на допомогу британській 8-й армії. Він чітко усвідомлював, що його становище з тиловим постачанням було вкрай загрозливе, союзна авіація безжально атакувала усі конвої з вантажами, що прямували до військ німецького фельдмаршала в порти Тобрука, Бардія і Мерса-Матрух. Тому більшість з запасів вивантажувалася в Бенгазі та Триполі, на відстані сотень кілометрів від тих, хто мав потребу. Розуміючи, що час працює не на нього, Роммель здійснив нову спробу прорватися до річки Ніл, цього разу через гірський хребет Алам Ель-Хальфа. В цей період склався такий баланс сил: британська армія мала близько 700 готових до бою танків проти 259 пошарпаних у боях машин Роммеля, Королівські ВПС повністю витіснили з неба літаки Люфтваффе, запаси ж провіанту та боєприпасів мали співвідношення як 38:1 (500 000 тонн у союзників проти 13 000 у країн Осі)!
Тим часом, британці плануючи новий наступ, змінили командувача британськими військами на Середньому Сході К.Окінлека на генерала Г. Александера, командувачем 8-ї армії був призначений Бернард Монтгомері. Війська отримали постійний потік поставок і змогли реорганізувати свої сили. Наприкінці серпня вони отримали великий конвой на більше ніж 100 000 тонн вантажів, і Роммель, дізнавшись про це, відчував, що час його перемог минає. Оцінивши обстановку, генерал-фельдмаршал вирішив завдати удару найкращими своїми формуваннями і прорвати південний фланг ворожих позицій поблизу Ель-Аламейна. Усвідомлюючи ймовірність такого розвитку подій, британське командування влаштувало посилений оборонний рубіж південніше оборонних смуг навколо Ель-Аламейну по лінії хребта Алам Ель-Хальфа. Принаймні, удар противника з півдня міг бути відбитий, спираючись на ці опорні позиції.
30 серпня 1942 Роммель розпочав битву при Алам Ель-Хальфі, завдавши потужний удар по південному флангу британських військ, як це й передбачав Монтгомері. Однак, вирвавшись на оперативний простір, німецько-італійські війська з ходу налетіли на позиції противника на хребті Алам Ель-Хальфа. Під нищівним вогнем артилерії та атаками з повітря, не маючи достатньої кількості палива, атака танків Роммеля застопорилася. Сутички тривали до 2 вересня, доки Роммель, чітко усвідомлюючи свій стан, не вирішив відступити. Під постійним тиском з боку противника, німецько-італійська танкова армія відходила на захід. Монтгомері здійснив кілька спроб розбити відступаючого ворога, але добре організовані німцями ар'єргардні бої, звели майже нанівець ці атаки. 5 вересня Роммель повернувся у вихідне положення, яке займав перед початком битви, але ціною втрати 2 940 людей, 50 танків, такої же кількості гармат і, що найгірше всього, 400 вантажних автомобілів, життєво важливих для постачання і руху військ армії. Не маючи надійного прикриття з повітря, німецько-італійські війська були змушені відступити з поля битви. Втрати англійців склали близько 70 танків. Спроба Роммеля обійти оборону противника в районі Ель-Аламейна закінчилася провалом.
До того часу Роммель був уже серйозно хворий. До межі виснажений півторарічним перебуванням у спекотних африканських пісках, Роммель страждав на багато хвороб (шлунок, кишечник, печінка, гіпертонія тощо) і від сильної перевтоми. Він отримав відпустку для лікування і 27 вересня 1942 відбув на один з гірських курортів у Австрії. Командування армією очолив його заступник генерал Г. Штумме. З вересня по жовтень 1942 року обидві сторони утримувалися від будь-яких наступальних акцій, і займалися лише зміцненням своїх оборонних позицій.

#### Друга битва за Ель-Аламейн

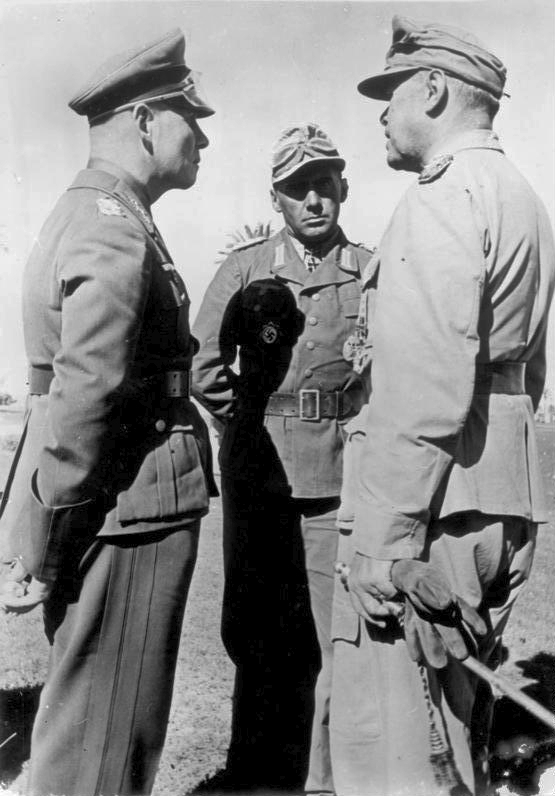
Генерал-фельдмаршали Е. Роммель, А. Кессельрінг з генералом Ф.Баєрляйн. 1943

У вересні 1942, британські диверсійні групи командос, на фоні підготовки до осіннього наступу здійснили кілька рейдів на важливі порти і пункти постачання та вивели з ладу низку важливих об'єктів. Нужденний потік поставок для військ країн Осі, що прямував Середземним морем, впав до мізерного рівня.
23 жовтня 1942 британці перейшли в наступ, намагаючись повернути втрачену територію і знищити німецько-італійські війська в Північній Африці. На початку наступу під Ель-Аламейном Б.Монтгомері мав значну перевагу в силах і засобах над армією Роммеля (230 тис. осіб, 1 440 танків, 2 311 гармат і 1500 літаків проти 80 тис. людей, 540 танків, 1 219 гармат і 350 літаків), що становило 4:1 в живій силі та 5:1 по танках і артилерії, 3:1 по протитанкових гарматах й 4:1 по літаках.
Наступного дня до ставки Гітлера надійшла звістка, що тимчасовий виконувач обов'язків командувача армії генерал Г.Штумме зник безвісти (незабаром його тіло було знайдено, генерал помер від серцевого нападу під час атаки ворожого літака). Відразу після повідомлення про наступ ворога Роммеля негайно відкликали до Африки і 25 жовтня він прибув до своєї штаб-квартири. План оборони генерала Штумме носив більш позиційний характер, на відміну від того характеру дій, якому віддавав перевагу Роммель, але з урахуванням стану моторизованих частин і майже повної відсутності палива, він відчував, що це був єдиний можливий варіант дій. Ситуація з паливом, що була критична, коли Роммель покидав танкову армію у вересні, перетворилася на катастрофічну.
Оборонні рубежі німецько-італійської армії зосереджувалися навколо потужних укріплень і захищалися великими мінними полями, які у свою чергу прикривалися вогнем кулеметів і артилерією. Роммель сподівався, що таким чином піхота зможе утримати власні позиції, до того часу, поки підрозділи мобільного резерву зможуть вирушити на загрозливий напрямок та контратакувати.
Роммелю довелося докласти максимум зусиль, щоб організувати відбиття наступу противника. Деякий час, використовуючи недостатню рішучість англійців, це йому вдавалося, зв'язавши противника безперервними боями, більш ніж на тиждень загальмувати його наступ. Але, натиск противника все зростав: Монтгомері вводив у бій усе нові та нові сили. Контратаки 15-ї та 21-ї танкових дивізій, що були проведені до прибуття фельдмаршала 24 і 25 жовтня, до бажаного результату не привели, лише спричинили важкі втрати танків через вогневе ураження британською артилерією та авіацією. В ситуації, що склалася, Роммель вирішив контратакувати та відкинути британців з оборонних рубежів, на його думку, це був єдиний шанс уникнути поразки. Вранці 26 жовтня німецько-італійські війська розпочали чергову спробу контратакувати противника, бої тривали кілька днів з перемінним успіхом, підрозділи обох сторін несли колосальні втрати. До цього часу німецько-італійська танкова армія мала тільки одну третину від свого первісного складу, тільки 35 танків залишилося боєздатними, але практично без палива та боєприпасів, в умовах повного панування британців у повітрі.
4 листопада 1942 року Монтгомері, перегрупувавши свої війська, відновив атаку свіжими силами; майже 500 танків діяли проти 20 або близько того, що залишилося у Роммеля. Врешті-решт, той мусив віддати своїм військам наказ на відступ, оскільки усі можливості для подальшого опору були вже вичерпані. Але тут, на свій превеликий подив, він отримав наказ Гітлера «стояти твердо, не здавати ані п'яді землі і задіяти в битві усіх і усе, до останнього солдата і останньої гвинтівки». Фельдмаршал відмовлявся вірити своїм очам — до того часу Гітлер ніколи не втручався в його оперативні плани. Він підкорився наказу фюрера, але це коштувало йому втрати більше половини танків, що ще залишалися у нього і цілого італійського корпусу. До середини дня XX-й італійський моторизований корпус був оточений, і через кілька годин повністю знищений. У 20-кілометровий пролом в обороні Роммеля, хлинули британські танкові і моторизовані частини, загрожуючи всій танкової армії оточенням. Увечері 4 листопада Роммель на свій страх і ризик знову віддав наказ на відступ. Зранку 5 листопада він отримав дозвіл Гітлера зняти війська з передової, через 12 годин після його рішення зробити це. Але це було занадто пізно, тільки залишки його армії, в основному моторизовані, відходили на захід. Більшість його піших сил (основна частина армії) була зупинена передовими загонами британців та взята в полон.
12 листопада, переслідуючи розрізнені сили противника, англійці досягли Тобрука та захопили його. Ще більше погіршило ситуацію те, що 8 листопада 1942 року англо-американське командування розпочало вторгнення в Північно-Західну Африку — операцію «Смолоскип». Англійці продовжили свій наступ і, 19 листопада, знову захопили Бенгазі, а потім, 17 грудня, — Ель-Агейлу.
Друга битва за Ель-Аламейн (23 жовтня — 11 листопада 1942 року) закінчилася повною поразкою німецько-італійської танкової армії. Її втрати склали 55 тис. людей, 320 танків і близько 1 тис. гармат. Залишки розгромлених під Ель-Аламейном військ Роммеля уникли повного знищення тільки через те, що британці вели переслідування надто повільно.

#### Кампанія 1943
Після висадки у листопаді 1942 англо-американських військ у Марокко та Алжирі Роммель запропонував Гітлеру залишити Північну Африку і евакуювати німецько-італійські війська до Європи. Але фюрер не побажав про це навіть і чути. За його наказом в Африку була перекинута знову сформована 5-та танкова армія (генерал Ю. фон Арнім), яка разом з німецько-італійською танковою армією утворила групу армій «Африка», яку очолив Роммель (лютий 1943 року).
Ервін Роммель, через практично повну відсутність постачання, не мав можливості ані обладнати досить потужні оборонні позиції, ані контратакувати, і вирішив відступити до німецького плацдарму в Тунісі. Цю операцію відступу на тисячу миль Роммель провів з блиском, не втративши жодного солдата. 19 лютого 1943 Роммель почав свій останній наступ у Північній Африці. Наприкінці лютого війська нової групи армій завдали поразки американському II-му корпусу, який загрожував відрізати його лінії постачання на півночі Тунісу в боях на перевалі Касерін. Після цього Роммель відразу ж повернув свої війська назад проти британських військ, зайнявши лінію Марет (стара французька оборонна лінія на лівійському кордоні).
6 березня 1943 року Роммель силами 10-ї, 15-ї та 21-ї танкових дивізій розпочав свій останній наступ на території Африки проти 8-ї британської армії в битві при Меденін. Але, попереджений Ультрою про плани противника, Монтгомері зосередив на шляхах висування німецьких військ значну чисельність протитанкових гармат. Після втрати 52 танків, Роммель був змушений зупинити наступ та відкликати війська назад.
Два надважких роки війни в пісках Африки не пройшли безслідно для генерал-фельдмаршала, непосильні навантаження і кочове життя в пустелі серйозно підірвали його здоров'я. Роммель тяжко захворів, а останні тижні перебування на африканському фронті був на межі повного нервового і фізичного виснаження. 9 березня 1943 важко хворий генерал-фельдмаршал передав командування групою армій «Африка» генерал-полковнику Г.фон Арніму й залишив африканський континент. Більше сюди «Африканський лис» вже не повертався.
По прибуттю до Німеччини Роммель отримав наказ доповісти А. Гітлеру про ситуацію в Північній Африці. Насправді, після прибуття в Німеччину йому наказали «підлікуватися», і всі надії Роммеля повернутися до Африки провалилися. 11 березня 1943 року, прибувши до ставки фюрера, фельдмаршал був нагороджений діамантами до Лицарського хреста. Лицарський хрест з дубовим листям, мечами та діамантами був вищою бойовою нагородою у нацистській Німеччині; Роммель став першим з гітлерівських фельдмаршалів, удостоєних цієї нагороди. Після нього до кінця війни таку нагороду отримали ще три фельдмаршала (А.Кессельрінг, В.Модель і Ф.Шернер). Усі вони, як і Роммель, були «вихідцями з народу», але на відміну від нього, були затятими нацистами.
На той час Роммель вже був морально виснажений і важко хворий. Через два місяці, 13 травня 1943 року, усі німецько-італійські війська в Північній Африці (200 000 осіб) були повністю оточені і здалися англійцям. Вже коли агонія Африканського корпусу наближалася до кінця, Гітлер закликав Роммеля до ставки. «Мені слід було прислухатися до вашої думки», — визнав він.
Незважаючи на провал Африканської кампанії Роммель став легендою. Його численні подвиги і тактичні прийоми стали надбанням нації. Його обожнювали як солдати, так і прості громадяни. Багато хто з його солдатів писали додому рідним приблизно такі рядки:
«Я невдовзі повернуся додому, у відпустку. За мене не турбуйтеся, адже я, як і всі, знаю, що наш фельдмаршал непереможний».

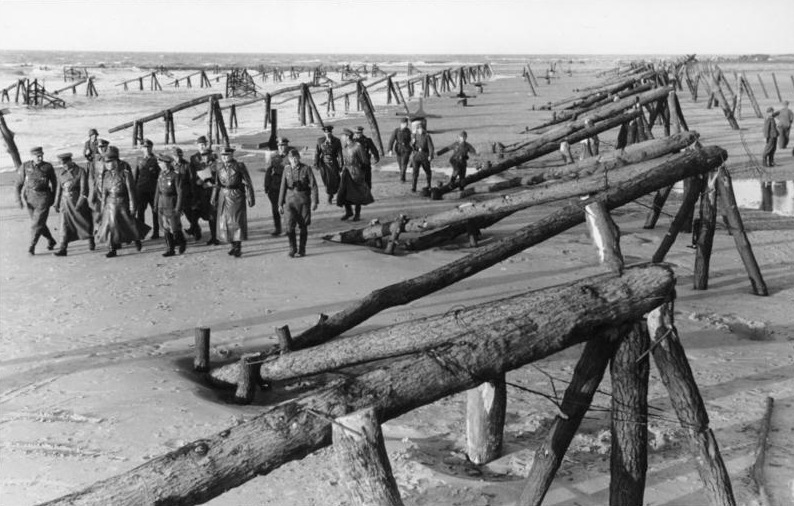
Генерал-фельдмаршал Е. Роммель на інспекції оборонних споруд поздовж морського узбережжя

### Західний фронт

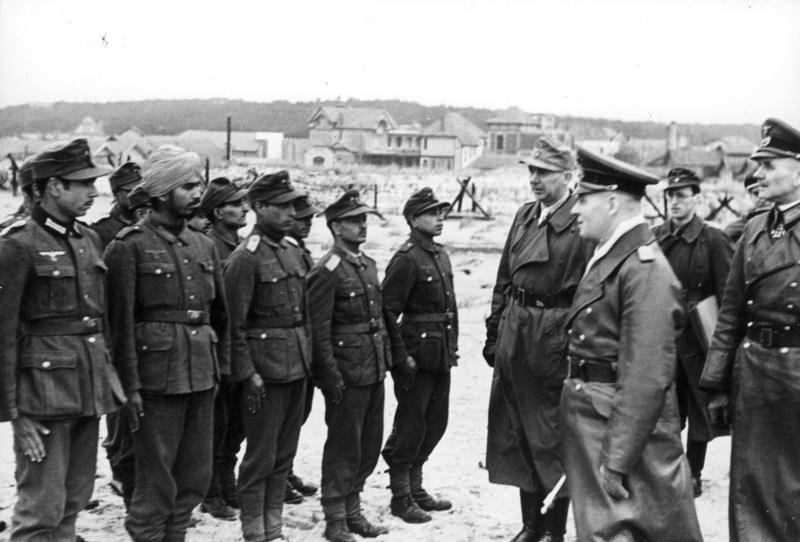
Генерал-фельдмаршал Е. Роммель здійснює інспекційну перевірку Індійського добровольчого легіону СС «Вільна Індія». 10 лютого 1944

З березня по липень 1943 Ервін Роммель насолоджувався своїм лікуванням, проводячи час зі своєю дружиною і, рідше, — з сином. Але незабаром Роммель знову увійшов фюрерові в довіру й його неофіційна відставка закінчилася.

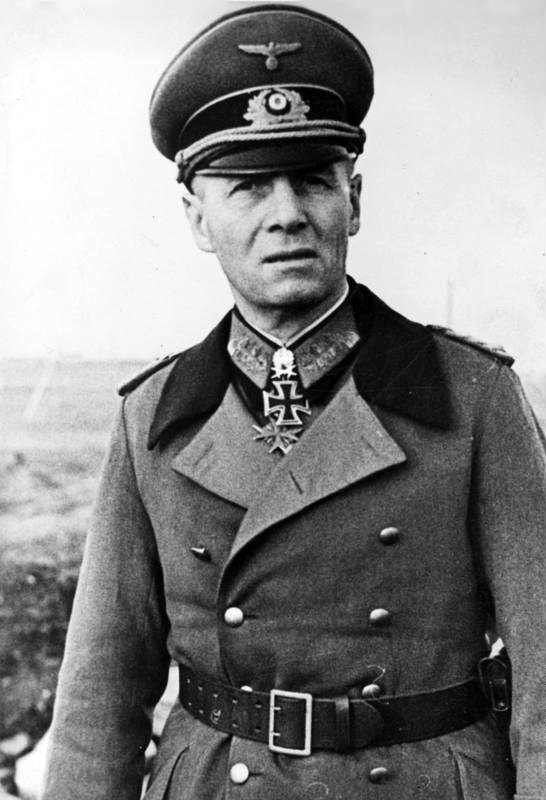
Ервін Роммель у грудні 1943

Літом 1943 Гітлер ухвалив рішення призначити Роммеля командувачем групи армій «E», що мала захищати грецьке узбережжя від можливої висадки союзників. Група армій створювалася за рахунок формувань групи армій «B», до складу якої раніше входила 6-та армія Ф.Паулюса, що вивільнилися у результаті скорочення лінії фронту в Росії. О 8.10 ранку 25 липня 1943 Роммель вилетів з Вінер-Нойштадта до Салонік, де мав вступити в посаду командувача. Але, вже ввечері того ж дня, зі ставки Гітлера прийшло повідомлення про переворот П.Бадольо і про повалення Б.Муссоліні. Роммель отримав наказ на термінове повернення до Німеччини. Гітлер покладав на нього завдання організації оборони Північної Італії. Висадка ж союзників на узбережжі Балкан так й не сталася, завдяки успіху дезінформаційної операції британців під кодовою назвою «Фарш».
У вересні 1943, після висадки англо-американських військ на півдні Апеннінського півострову, утворився Італійський театр воєнних дій. Бойові дії на ньому вели війська групи армій «C» під командуванням генерал-фельдмаршала А. Кессельрінга. Оперативно-стратегічні погляди двох фельдмаршалів, які опинилися в Італії, відразу ж кардинальним чином розійшлися. Гітлер став на бік свого нового улюбленця Кессельрінга, який завжди й з будь-якого приводу з ним погоджувався.
Врешті-решт у листопаді 1943 року всі війська, що знаходилися в Італії, були підпорядковані Кессельрінгові, а Роммель знову опинився не при справах. Не знаючи, що робити з ним, Гітлер поки доручив Роммелю проінспектувати Атлантичний вал, колосальну систему довготривалих оборонних споруд, що споруджувалися Вермахтом поздовж узбережжя від Данії до Іспанії. Висновки очолюваної Роммелем інспекції були невтішні для Гітлера. У своїй доповіді фюреру Роммель заявив, що останній для Німеччини шанс виграти війну — це не допустити висадки англо-американських військ у Франції і, таким чином, зірвати план західних союзників відкрити Другий фронт у Європі. Вирішення цього завдання він готовий був узяти на себе. Але командувач військами на Заході генерал-фельдмаршал Г. фон Рундштедт був не в захваті від активності, яку розгорнув прибулий фельдмаршал, котрий до того ж офіційно знаходився не при справах, у сфері, яка перебувала в межах його, Рундштедта, компетенції. Він запідозрив, що Роммель присланий на Захід йому на заміну і доклав чималих зусиль, щоб дезавуювати діяльність свого «суперника».

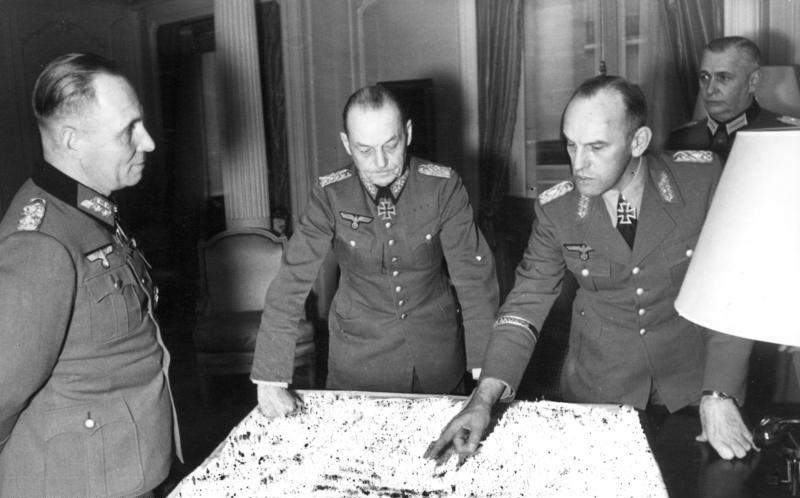
Генерал-фельдмаршали Е. Роммель, Г.фон Рундштедт та генерал-лейтенант А.Гаус у штаб-квартирі Головнокомандування Вермахту «Захід». Готель «Георг V». Париж. 19 грудня 1943

Але наприкінці грудня все ж таки відбулася зустріч двох фельдмаршалів, на якій вони зуміли прийти до згоди. 30 грудня 1943 Роммель виступив з пропозицією створити на Заході групу армій «B» у складі 7-ї армії (генерал Ф. Долльман), 15-ї армії (генерал Г. фон Зальмут) та 88-го окремого армійського корпусу — всього 38 дивізій. Гітлер не був у захваті від цієї ідеї, оскільки, судячи з усього, замірявся використати Роммеля на Східному фронті, але, в кінцевому рахунку, змушений був погодитися.

#### Битва в Нормандії
2 січня 1944 Ервін Роммель отримав під своє командування групу армій «B», що була в підпорядкуванні Командування генерал-фельдмаршала Г.фон Рундштедта. Роммель відповідав за величезну територію від Голландії до Бордо і організовував берегову оборону проти очікуваного вторгнення союзних сил. Він також був призначений генерал-інспектором, на якого покладалася задача підготовки «Атлантичного валу». З притаманною йому енергією фельдмаршал узявся за справу. В ході приготування Західної Європи до оборони він розробив, поряд з багатьма іншими спорудами, спеціальні протидесантні та протипосадкові бар'єри, що отримали назву «Спаржа Роммеля» (нім. Rommel-Spargel). До 20 травня 1944, менш ніж за 5 місяців після його призначення, німецькі солдати поставили 4 193 167 мін, тобто вдвічі більше, ніж було встановлено ними за попередні 3 роки. Крім того, його війська звели 517 000 берегових споруд, тисячі антипланерних загороджень, протитанкових ровів, справжніх та хибних дотів і дзотів по всьому узбережжю Західної Європи.
Втім, незабаром після досягнутого компромісу, між Роммелем і Г. фон Рундштедтом знову виникли великі розбіжності, цього разу з питання застосування 10 танкових дивізій, котрі перебували на Заході. У розпорядженні Роммеля не було жодної танкової дивізії, усі вони знаходилися в резерві Командування Г.фон Рундштедта. Роммель правильно здогадувався, що найімовірніше місце висадки англо-американських військ — Нормандія і приступив до зміцнення оборони в цьому районі, маючи намір у разі вторгнення відразу ж скинути противника в море. Але для цього йому було потрібне ударне танкове угруповання. Однак Г. фон Рунштедта мав інший план, який зводився до того, що, оскільки німецькі війська на Заході не в змозі перешкодити висадці союзників у Франції, то вирішальна битва має бути не на узбережжі, а в глибині, де вони будуть позбавлені потужної підтримки флоту. Саме там він і припускав застосування своїх танкових дивізій, як основної ударної сили. Роммель йому заперечував, нагадуючи, що часи великих танкових перемог вже проминули. З власного досвіду, як ніхто інший з воєначальників Третього Рейху, він знав бойові можливості англо-американської авіації і розумів, що як тільки західні союзники спроможуться закріпитися на континенті, то вибити їх звідти буде практично вже неможливо. Але спроби переконати старого фельдмаршала були марними. Зіткнувшись з новими розбіжностями між фельдмаршалами, Гітлер пішов на компроміс і… підтримав їх обох, притому досить оригінальним чином. Три танкові дивізії він підпорядкував Роммелю, три інших він відправив на південь Франції, до складу групи армій «G», а чотири дивізії залишив у розпорядженні Г. фон Рундштедта в ролі стратегічного резерву. У підсумку обидві зацікавлені сторони залишилися незадоволені таким рішенням, тому що плани кожної з них виявилися зірваними.

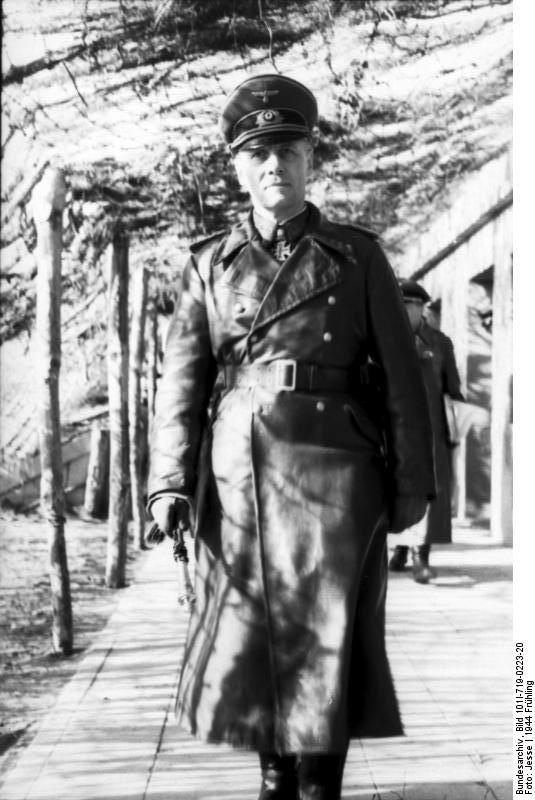
Генерал-фельдмаршал Е. Роммель на укріпленнях Атлантичного валу. 21 березня 1944

4 червня 1944 року Роммель виїхав на декілька днів у справах до Німеччини, а через 2 дні після його від'їзду почалася висадка союзних військ у Нормандії. За відсутності Роммеля командування виявилося паралізованим. Контратакувати цього дня змогла тільки одна дивізія. Пізно ввечері 6 червня фельдмаршал терміново повернувся до свого штабу і, вже 9 червня, завдав контрудару силами 3-х танкових дивізій, в ході якого йому навіть вдалося пробитися до узбережжя на відстань 3-х миль, але тут йому шлях перешкодили чотири англійські дивізії з потужною підтримкою авіацією і корабельною артилерією. Протягом шести кривавих тижнів Роммель утримував союзників серед живоплотів Нормандії, на певний час стримавши наступ англо-американських військ, які прагнули розширити захоплений плацдарм. Німці встояли тільки завдяки мужності їх солдатів і майстерності Роммеля. На боці союзників була колосальна чисельна перевага в піхоті — 9:1, в артилерії — 50:1, про літаки згадувати взагалі не доводиться, тому що люфтваффе в повітрі не було видно. Як і в Північній Африці, Ервін Роммель домігся від своїх солдатів максимальних зусиль, але як і в Північній Африці, одного цього було недостатньо.
Неодноразові звернення Роммеля до Гітлера з проханням направити в Нормандію війська 15-ї армії, що обороняла узбережжя протоки Па-де-Кале, результату не дали. Фюрер вважав, що західні союзники завдають у Нормандії лише відволікаючого удару, а справжня їх висадка відбудеться саме в смузі 15-ї армії. 15 липня, зневірившись у своїх зусиллях утримати фронт, Роммель направив Гітлеру послання, швидше схоже на ультиматум, в якому закликав його зробити правильні висновки з цієї обстановки, і відкрито дав зрозуміти, що настав час припинити війну й укласти мир з західними державами.
«Я дав йому останній шанс, — заявив Роммель у своєму оточенні. — І якщо він ним не скористається, ми будемо діяти».
З початку 1944 року Ервін Роммель уже брав участь в антигітлерівській змові і готовий був відігравати найактивнішу роль у поваленні нацистського режиму. Йому навіть вдалося перетягнути на свій бік командира 2-го танкового корпусу СС генерала В. Біттріха. Але при усіх своїх радикальних поглядах, Роммель був противником фізичного усунення Гітлера. Він вважав, що нацистський диктатор повинен бути арештований і відданий суду.
17 липня 1944 року, за три дні до замаху на Гітлера, автомобіль Роммеля потрапив під бомбардування, а сам він був важко поранений у голову осколком авіаційної бомби. Всім здавалося, що поранення смертельне, але фельдмаршал усе ж вижив і був евакуйований для лікування до Німеччини.
8 серпня 1944 після шпиталю він приїхав у Херлінг, село в його рідній Швабії, поблизу Ульма, куди він, ще в 1943 році, перевіз свою сім'ю, рятуючи її від бомбувань союзників.

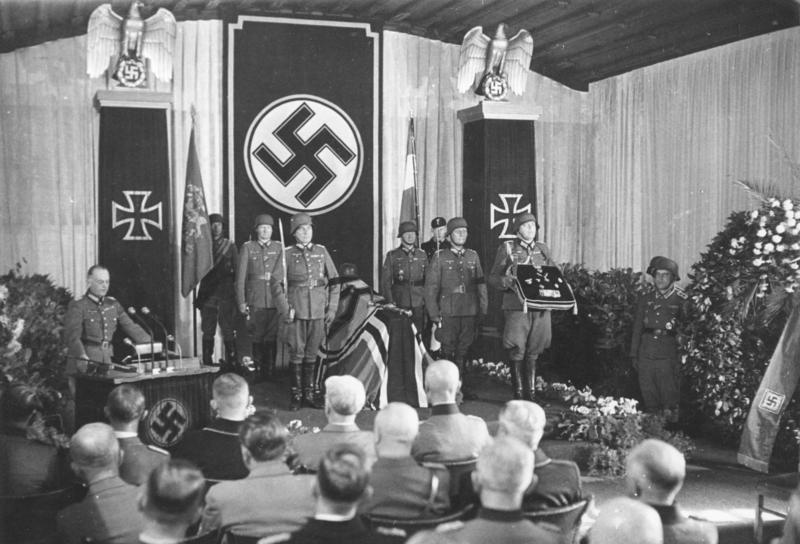
Траурна церемонія похорон генерал-фельдмаршала Ервіна Роммеля

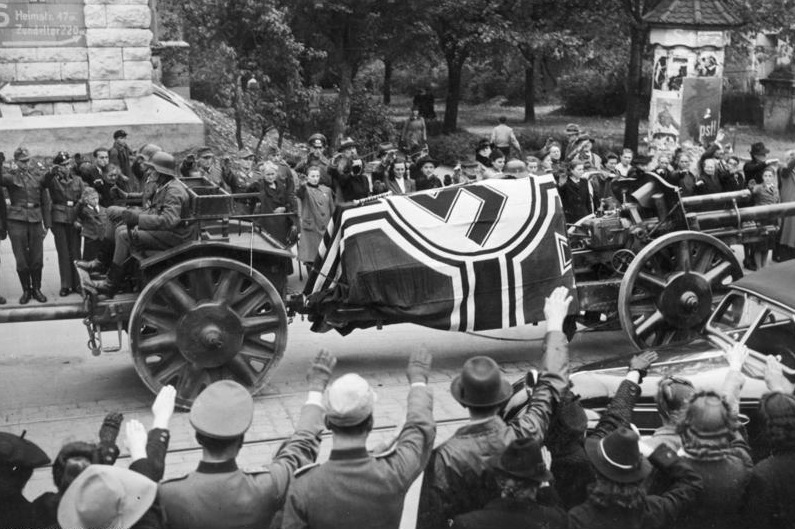
Похорон Ервіна Роммеля

### Смерть
14 жовтня 1944 в будинку Роммеля, попередньо оточеному есесівцями, з'явилися два посланці Гітлера — начальник управління кадрів ОКГ генерал-лейтенант В. Бургдорф і його заступник генерал-майор Е. Мейзель. Вони запропонували фельдмаршалу на вибір — самогубство чи суд честі. Роммель вибрав останнє. Тоді генерали дали йому зрозуміти, що вирок вирішено і, крім того, репресій зазнають його товариші по службі та підлеглі, й більш того — його сім'я. Однак, якщо фельдмаршал віддасть перевагу самогубству, то його чекають державні похорони з усіма військовими почестями, а родині гарантується безпека і пенсія.
В.Бургдорф привіз з собою капсулу ціанистого калію з цієї нагоди. Через кілька хвилин наодинці Роммель оголосив, що він вирішив припинити своє життя і довів своє рішення до дружини й сина. Тримаючи свій маршальський жезл у руці, Роммель вийшов на вулицю й сів в Opel В. Бургдорфа, де водієм був СС обершарфюрер Генріх Дусе, та виїхав із села. Далі Г.Дусе відійшов від автомобіля, залишивши Роммеля з генералом Е. Майзелем. Через п'ять хвилин В.Бургдорф наказав йому повернутися до машини і водій помітив, що фельдмаршал лежав у неприродній позі. Десять хвилин по тому група зателефонувала дружині Роммеля, щоб повідомити їй, що її чоловік мертвий.
Офіційною причиною його смерті було оголошено крововилив у мозок. 18 жовтня 1944 генерал-фельдмаршал Ервін Роммель похований з усіма військовими почестями, а Гітлер особисто оголосив цей день днем національного трауру. Роммелю було всього 52 роки.

## Роль Ервіна Роммеля в історії
Генерал-фельдмаршал Ервін Йоганн Ойген Роммель залишив слід в історії, як талановитий, яскравий та видатний військовий лідер з унікальними та ефективними методами командування, колосальною працездатністю, енергійністю та незламною волею до перемоги. Подібно переважній більшості вищих воєначальників Третього рейху, Роммель розпочав свою кар'єру, як кадровий офіцер кайзерівської армії, розпочавши військову службу незадовго до Першої світової війни. Сміливо бився на її фронтах як стройовий офіцер, про що свідчать заслужені ним високі бойові нагороди. Майже усю світову війну провів на передовій, кілька разів поранений. Після поразки Німеччини у війні й демобілізації кайзерівської армії в числі небагатьох її офіцерів продовжив службу в армії Веймарської республіки — Рейхсвері. Просування по службі в стотисячному Рейхсвері для абсолютної більшості офіцерів було дуже повільним. Не був винятком з цього правила і Роммель; незважаючи на усе своє ревне ставлення до служби і бойові відзнаки, отримані на фронтах Першої світової війни. З 15 років служби в республіканській армії 11 років він прокомандував ротою, а чергове військове звання майора отримав лише через 14 років.
У 1933 році, з приходом до влади в Німеччині нацистів, які обрали курс на мілітаризацію країни, положення офіцера докорінно змінюється, хоча, як і більшість військових Рейхсверу, Роммель приєднався до нацистів не відразу. Проте, саме завдяки нацистському режиму, талановитий офіцер всього за 6 років з майорів став генералом, а ще через неповних 3 роки — генерал-фельдмаршалом і одним з найславніших полководців Третього рейху.
Кар'єра Роммеля була феноменальною, тим більше, що особливих симпатій до націонал-соціалізму він не відчував, хоча особисто до Гітлера ставився не тільки з великою повагою, але навіть схилявся перед ним. Загалом, як і основна маса військових професіоналів старшого покоління — колишніх офіцерів кайзерівської армії Роммель дотримувався принципу, що армія повинна стояти поза політикою, що вона перебуває на службі у держави і захищає державні, загальнонаціональні інтереси, а не інтереси якихось окремих політичних партій. Прозрів він тільки в 1943 році, коли йому стали відомі конкретні факти про звірства, які коїли нацисти, і особисту причетність до них Адольфа Гітлера. Саме це і стало однією з основних причин різкого і несподіваного переходу Роммеля до лав антигітлерівської опозиції.
Як людина, Роммель відрізнявся серйозним характером і ґрунтовним ставленням до дорученої йому справи. Разом з тим йому були притаманні запальність; самовпевненість, що доходила часом до пересічної впертості.

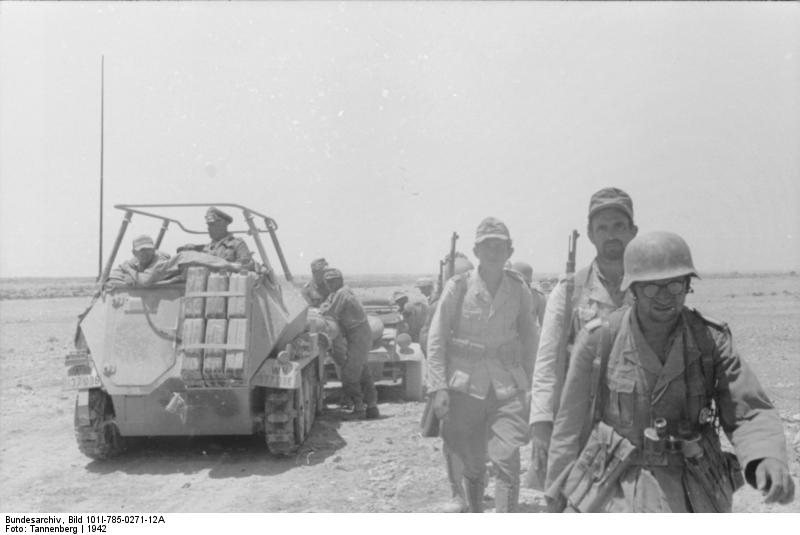
Е. Роммель на бронеавтомобілі зв'язку Sd.Kfz.250/3 «Greif» у колоні німецьких військ на марші. Північна Африка. 1942

Фельдмаршал Монтгомері, який протистояв Роммелю на полях битв від Ель-Аламейна до Нормандії, високо цінував німецького полководця за його лицарське ставлення до противника, за безприкладну відвагу і за геніальну зухвалість його стратегії, яка дозволяла йому не тільки протистояти інтересам Британської імперії в Північній Африці, але і, протягом тривалого часу, здобувати перемоги над британською армією. Вже після капітуляції Німеччини він заявив журналістам:
— Я щиро жалкую про те, що не застав у живих фельдмаршала Роммеля і не можу потиснути його чесну і мужню руку…
Генерал де Латр де Тассіньї, головнокомандувач французькою окупаційною армією у Німеччині, на знак глибокої поваги до пам'яті великого батька, Ервіна Роммеля, відпустив з фільтраційного табору сина генерал-фельдмаршала Манфреда Роммеля, довготелесого підлітка, якого призвали до Люфтваффе на початку 1945 року:
— Ідіть, юначе, навряд чи Ви навчитеся чомусь за колючим дротом. Поступите до одного з найстаріших університетів, де навчалися видатні філософи Німеччини (мова йшла про університеті міста Тюбінген), і постійно обмірковуйте усе, що сталося з Вами і Вашою країною. Ніхто не змушує Вас зректися того, чим німці по праву пишаються. Постарайтеся скласти здорове судження про людиноненависницьку ідеологію, яка призвела Вашу Батьківщину до її нинішнього стану…
Через деякий час генерал де Тассіньї запросив Манфреда Роммеля до штаб-квартири французьких окупаційних військ у Баден-Баден і сказав йому, що Франція ніколи не забуде ім'я фельдмаршала Роммеля, який не визнавав ніяких кодексів, окрім лицарського кодексу честі, а усі французи завжди будуть з повагою ставиться до пам'яті його батька.
Особисті папери і замітки легендарного фельдмаршала були зібрані докупи його дружиною Люсі і Ф. Баєрляйном під назвою «Папери Роммеля» (нім. «Krieg ohne Hass») і вперше опубліковані в 1950 році. Вони описують усі битви Роммеля і його персональний досвід.

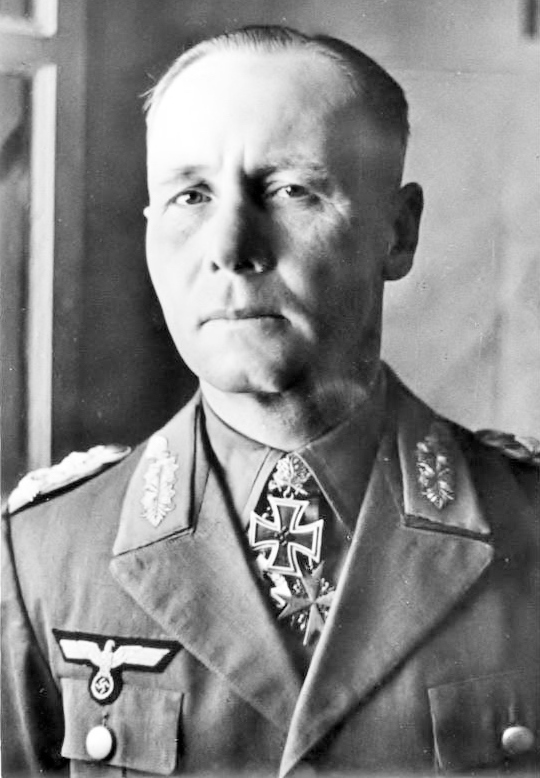
Генерал-фельдмаршал Ервін Роммель

### Роммель як воєначальник

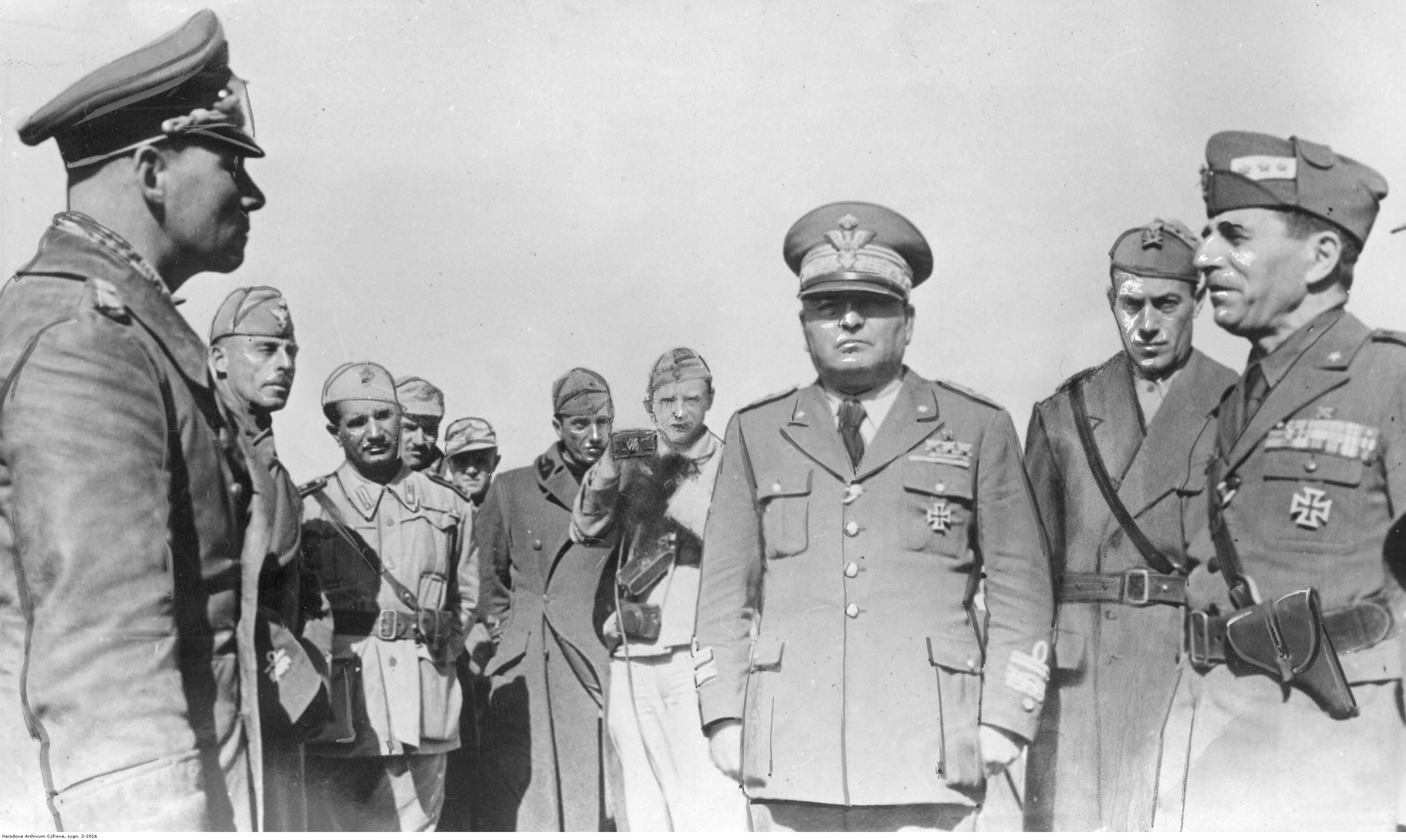
Ервін Роммель та Етторе Бастіко в Африці

Як воєначальник, Роммель володів неабияким військовим талантом. Західні історики одностайно відносять його до числа найталановитіших полководців Третього рейху і відводять йому в цьому ряду друге місце після Е. фон Манштейна. Зірка Роммеля розпочала сходити на військовому горизонті Третього рейху під час Французької кампанії 1940 року, коли він блискуче проявив себе, як командир танкової дивізії. Вже тоді видатні військові дарування Роммеля різко вирізнили його із загальної маси командирів з'єднань, були помічені вищим командуванням Вермахту й оцінені належним чином. І не випадково Гітлер саме йому доручив командування на самостійному — Північноафриканському ТВД. У його очах «виходець з народу» Роммель був найтиповішим воєначальником нової, націонал-соціалістичної формації, представники якої мали прийти на заміну так нелюбої ним касти манірних і непередбачуваних прусських аристократів, генштабістів старого гарту, до яких він завжди ставився з побоюванням і ніколи їм повністю не довіряв.
Фельдмаршал Роммель мав велику мужність (отримав 6 поранень), особисту хоробрість, завидну енергію, підприємливість і завзятість у досягненні отриманих цілей. У бойовій обстановці нерідко з'являвся на найвідповідальніших і найнебезпечніших ділянках фронту, досконало володів цінним даром надихати і захоплювати війська на виконання поставлених завдань. Його вміння, знехтувавши найгіршим та найменш вигідним співвідношенням сил, кидатися в бій і перемагати стало легендою. Атаки Роммеля відрізнялися відвагою, натиском і безстрашністю. Іноді він занадто захоплювався частковими успіхами, а його позитивні бойові якості нерідко поєднувалися з вагомою долею нерозсудливості. Роммель любив і вмів ризикувати, ця якість, як кажуть, була у нього в крові.

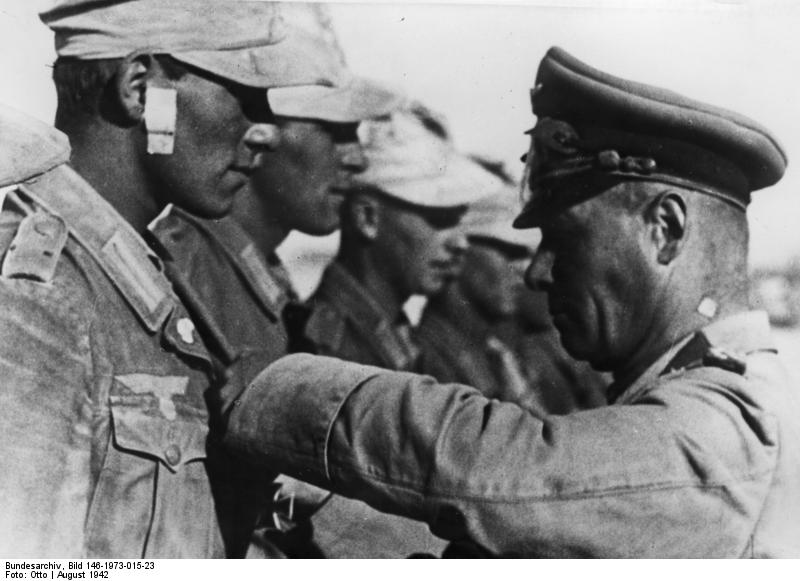
Ервін Роммель нагороджує солдатів Залізним Хрестом. Північноафриканська кампанія. 21 серпня 1942

Роммель завжди діяв на межі колосального ризику, приголомшуючи супротивника раптовими наступальними діями та утворюючи хаос у свідомості командування, вводячи ворога в стан ступору. Ключовим елементом його успіху у війні було те, що він раніше за багатьох воєначальників зрозумів сутність блискавичних дій. Роммель завжди завдавав удару тоді, коли супротивник менш за все очікував на це. Його наступальні кампанії базувалися на принципі використання будь-яких переваг, що були в його розпорядженні: він міг скористатися піщаною бурею або покровом ночі, щоб здійснити прихований маневр та раптово завдати удар з неочікуваної ворогом позиції або рубежу. У Французькій кампанії та згодом у Північній Африці фельдмаршал широко використовував переваги Люфтваффе, залучаючи тактичну авіацію в ролі передової ударної сили, й тим самим забезпечуючи прорив своїх моторизованих підрозділів крізь перешкоди та осередки опору супротивника. Він вважав важливим аспектом успіху застосування переваг броньованої техніки, маневруючи якою він міг сконцентрувати її в одній точці, а потім завдавав нищівного удару усіма силами та засобами, досягаючи прориву на важливій ділянці фронту і негайно розвиваючи успіх в глибину. Логістичне забезпечення при цьому не грало для нього вирішального значення, він завжди наполягав на безупинному просуванні військ вперед. Забезпечення паливом, боєприпасами та іншим важливим майном, Роммель «покладав» на противника, коли німецькі передові частини захоплювали торопленого ворога і, не гаючи часу, користалися його запасами для нестримного ривка далі.
Роммель владував чималою енергією. Його персональна присутність на передовій серед своїх солдатів грала колосальне значення для успіху бою. Відважність очолюваних ним атак, рішучість дій нерідко призводила до капітуляції сил противника, які вельми перевершували його за чисельністю. Ключовим успіхом управління військами в бою фельдмаршал вважав фізичну присутність військового лідера у найвирішальнішому місці битви. Він наполягав: командир для того щоб ухвалити адекватне рішення по ситуації має бути в критичному місці в критичний час. Коли британські командос здійснили відчайдушну спробу ліквідувати командувача з його штабом, Роммель розізлився; однак, не через сам факт акції, а через те, що британці припустили, що він може знаходиться на відстані 400 км від лінії зіткнення сторін. У рідкі періоди війни, коли штаб знаходився за рішенням командувача в глибині своїх військ, фельдмаршал особисто керував легким розвідувальним літаком (хоча не мав ліцензії пілота), облітаючи власні війська і маючи інформацію з перших рук.
Бойова діяльність Роммеля в роки Другої світової війни відрізнялася неординарністю; він помітно виділявся з основної маси воєначальників нацистського Вермахту. Усе своє життя генерал демонстрував велику турботу про підлеглих, в особливості солдатів, за що глибоко шанувався своїми військами. Багато в чому, такому положенню сприяла його особиста простота і невимушеність у спілкуванні з підлеглими, з якими він, не роблячи собі ніяких послаблень, поділяв усі тяготи похідно-бойового життя.
Слава Е.Роммеля, як солдатського генерала зростала з кожним днем і пошана до нього та бездоганна довіра з боку військ множилася з кожною битвою. Один з офіцерів його штабу, в майбутньому відомий письменник-мемуарист Ф.-В. фон Мелентін писав:
«Корпус «Африка» йшов будь-де, куди його вів Роммель, не зважаючи на жорсткий стиль керівництва генерала, солдати завжди знали, Роммель буде останнім на кого він зглянеться.»
Надзвичайно вимогливий, іноді жорсткий по відношенню до своїх офіцерів, він вимагав від них бездоганного піклування до особового складу. Якщо Е.Роммель бачив, що офіцер достойно поводиться з підлеглими, він адекватно реагував на це. Але, неналежна поведінка командира з солдатами та унтер-офіцерами, могла привести його в лють, у таких випадках він був дуже суворий на розправу з такими воєначальниками і негайно виганяв їх. Ф.-В. фон Мелентін свідчив:
«Дуже популярний серед молодих солдатів та фельдфебелів, з ким він нерідко жартував, він був дуже відвертий та агресивний з командирами, якщо не схвалював їх дії.»
Звісно, така поведінка фельдмаршала спричиняла певне невдоволення з боку його штабних офіцерів, які критикували його за відсутність належного контакту та неузгодженість його намірів з керівництвом військами.
Роммель виявився одним з небагатьох командирів нацистської Німеччини, що не заплямував себе в жодному воєнному злочині нацистів. Своїх супротивників на полі бою він поважав й був для них останнім з лицарів честі. У ході боїв у Північній Африці Роммель часто урізав норму води для своїх солдатів, щоб нею завжди були забезпечені полонені.
Перемоги Роммеля в Північній Африці склали йому гучну бойову славу. В ході проведеної кампанії він завдав цілу низку важких поразок противнику, який мав велику перевагу в силах, проявивши при цьому високу військову майстерність. І тільки обмеженість у силах і засобах не дозволила Роммелю реалізувати досягнутий ним на першому етапі кампанії успіх. Врешті-решт, Північноафриканська кампанія вермахту 1941—1943 років завершилася нищівною поразкою. Але, це сталося з незалежних від Роммеля причин, бо він був поставлений в такі умови, коли крах був неминучий. Роммель це передбачав і завчасно пропонував Гітлеру вихід із ситуації, але, усі його цілком реальні аргументи були проігноровані. Трагічний фінал німецько-італійської війни в Африці настав вже без Роммеля. Існує версія, що Гітлер навмисно відкликав його з Африки, не бажаючи, щоб ще один його фельдмаршал (після Ф.Паулюса) опинився в полоні.
З великим мистецтвом, незважаючи на велику перевагу противника в силах і обмеженість у свободі дій, Роммель провів свою останню битву влітку 1944 року в Нормандії. Протягом декількох тижнів він стримував потужний натиск американо-англійських військ і спочатку не дозволив їм розвинути досягнутий успіх у глибину. Не підлягає сумніву, що фатальний збіг обставин, пов'язаний з пораненням Роммеля і виключенням його з боротьби, найнегативнішим чином відбився на подальшому розвитку подій та врешті-решт на кінцевому результаті оборонної операції німецьких військ у Нормандії.

### Стосунки з Гітлером

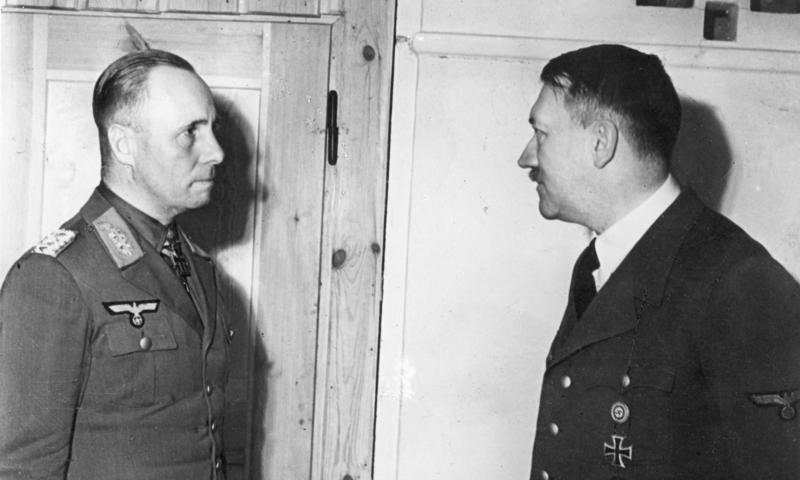
Зустріч Е.Роммеля з Гітлером

Важливу роль в успішному просуванні Роммеля по службі при нацистському режимі відіграло його особисте знайомство з Гітлером, яке відбулося в 1936 році. З того часу Роммель став ревним прихильником фюрера. Гітлер, відповідно, зі свого боку постійно тримав у полі зору здатного офіцера, демонструючи йому свою довіру.
«Роммель єдиний надійний офіцер рейхсверу, якому я можу довірити свою особисту безпеку», — заявив у середині 1930-х років Гітлер своїм партайгеноссе.
Як воєначальник Роммель мав у Гітлера великий авторитет. Це підтверджує той факт, що в 1941–1942 роках він був, мабуть, єдиним з воєначальників Третього рейху, якому фюрер надав повну свободу дій на ТВД, не втручаючись у його оперативні плани. Проте наприкінці 1942 року довіра Гітлера до фельдмаршала істотно похитнулася. Причина полягала не тільки й не стільки в поразці, яку зазнав у Північній Африці Роммель, а головним чином у його незгоді з порочною стратегією Гітлера і спробами протидіяти їй. Цього фюрер нікому й ніколи не пробачав.
До Ель-Аламейна Гітлер і Роммель перебували в чудових стосунках. Але після цієї битви їхні стосунки почали неухильно погіршуватися. Викликаний після поразки під Ель-Аламайном до ставки фюрера, фельдмаршал став свідком тих сцен, які побачили багато хто з вищих воєначальників Третього рейху: на нього, як з рогу достатку, посипалися звинувачення в капітулянтських настроях. Тут Роммель вперше відчув на собі усю істеричність характеру Гітлера, його напади люті, спалахи безпричинного гніву, нерозбірливі крики, лайку тощо. Зрештою, Гітлер дійшов до того, що висловив сумніви щодо боєздатності всього Африканського корпусу. У відповідь на цю образу Роммель, ні кажучи ані слова, різко повернувся й вийшов з кімнати. Пізніше він став більш рішучим у спілкуванні з Гітлером. Коли той у черговий раз накинувся на нього зі звинуваченнями — чому солдати його армії, замість того, щоб стояти на смерть, воліють відступити, — Роммель у відповідь запропонував: нехай фюрер або хтось із його оточення особисто прибуде на фронт і покаже, як це робиться.

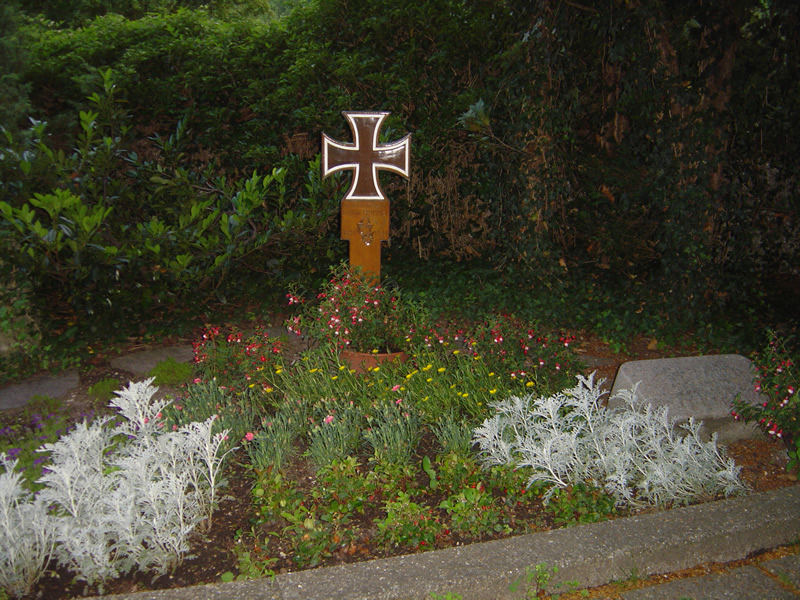
Могила Ервіна Роммеля

Відомий англійський військовий публіцист Ліддел Гарт висловив свою точку зору в книзі «По той бік пагорба» (англ. «The Other Side of the Hill»):
— Починаючи з 1941 року, фігура Роммеля стала найпомітнішою серед генералів Вермахту. Він був єдиним з усіх, кому вдався настільки приголомшуючий «стрибок» з гауптманів у фельдмаршали. Такий успіх не можна пояснити лише особистими якостями Роммеля, очевидно, ми маємо справу з добре продуманою і ретельно спланованою Гітлером військовою кар'єрою… Роммель мав стати «Підкорювачем Африки», а Едуард Дітль — «Героєм Заполяр'я». Обидва починали як лояльні виконавці, і як воєначальник Роммель більшою мірою виправдав покладені на нього надії, ніж Дітль. Що стосується лояльності, то тут Верховний Головнокомандувач скоїв явну помилку: коли Роммель остаточно зрозумів, що Гітлер і Німеччина несумісні, він зробив вибір на користь останньої і виступив проти свого володаря.
Саме авантюризм Гітлера в політиці і військовій стратегії, яка вела, на думку Роммеля, країну та армію до неминучої катастрофи, розчарування фельдмаршала у своєму недавньому кумирі зумовили його перехід до табору антигітлерівського заколоту, який поставив собі за мету усунення нацистського диктатора від влади. Але спроба повалити Гітлера закінчилася провалом. Усі змовники заплатили своїм життям за цю відчайдушну акцію. Не уникнув цієї долі і Роммель.

## Проходження військової служби генерал-фельдмаршалом Е. Роммелем
| Проходження військової служби генерал-фельдмаршалом Е.Роммелем | Проходження військової служби генерал-фельдмаршалом Е.Роммелем | Проходження військової служби генерал-фельдмаршалом Е.Роммелем | Проходження військової служби генерал-фельдмаршалом Е.Роммелем | Проходження військової служби генерал-фельдмаршалом Е.Роммелем | Проходження військової служби генерал-фельдмаршалом Е.Роммелем      | Проходження військової служби генерал-фельдмаршалом Е.Роммелем | Проходження військової служби генерал-фельдмаршалом Е.Роммелем |
| Країна                                                         | Дата початку                                                   | Дата закінчення                                                | Посада                                                         | Військове звання                                               | Військове формування/установа                                       | Місто/ Регіон                                                  | Примітки                                                       |
| -------------------------------------------------------------- | -------------------------------------------------------------- | -------------------------------------------------------------- | -------------------------------------------------------------- | -------------------------------------------------------------- | ------------------------------------------------------------------- | -------------------------------------------------------------- | -------------------------------------------------------------- |
| Німецька імперія                                               | 19 липня 1910                                                  | 1 березня 1914                                                 | кандидат в офіцери капрал/ унтерофіцер/ командир взводу        | фанен-юнкер/ лейтенант                                         | 124-й (6-й Вюртемберзький) піхотний полк імені кайзера Вільгельма I | Вайнгартен                                                     |                                                                |
| Німецька імперія                                               | березень 1911                                                  | 27 січня 1912                                                  | кадет військового училища                                      | фанен-юнкер                                                    | Військове училище                                                   | Данциг                                                         |                                                                |
| Німецька імперія                                               | 1 березня 1914                                                 | 31 липня 1914                                                  | командир 4-ї батареї полку                                     | лейтенант                                                      | 49-й полк польової артилерії                                        | Ульм                                                           |                                                                |
| Німецька імперія                                               | 2 вересня 1914                                                 | січень 1915                                                    | батальйонний ад'ютант                                          | лейтенант                                                      | 124-й піхотний полк імені кайзера Вільгельма I                      |                                                                | Західний фронт                                                 |
| Німецька імперія                                               | січень 1915                                                    | 10 квітня 1915                                                 | командир 9-ї роти                                              | лейтенант/ оберлейтенант                                       | 124-й піхотний полк імені кайзера Вільгельма I                      |                                                                | Західний фронт                                                 |
| Німецька імперія                                               | 10 квітня 1915                                                 | травень 1917                                                   | командир роти                                                  | оберлейтенант                                                  | Вюртемберзький гірський батальйон (Альпійський корпус)              | Австрія/Воґези/Румунська кампанія                              | Західний фронт/ Східний фронт                                  |
| Німецька імперія                                               | травень 1917                                                   | 31 грудня 1917                                                 | командир роти                                                  | оберлейтенант                                                  | Вюртемберзький гірський батальйон (Альпійський корпус)              | Північна Італія                                                | Італійський фронт                                              |
| Німецька імперія                                               | 31 грудня 1917                                                 | 21 грудня 1918                                                 | офіцер штабу                                                   | оберлейтенант/ гауптман                                        | Центр підготовки молодих офіцерів                                   |                                                                |                                                                |
| Німецька імперія                                               | 21 грудня 1918                                                 | 24 червня 1919                                                 | командир роти                                                  | гауптман                                                       | 124-й піхотний полк                                                 | Вайнгартен                                                     |                                                                |
| Веймарська республіка                                          | 24 червня 1919                                                 | грудень 1919                                                   | командир роти внутрішньої безпеки                              | гауптман                                                       | 25-й піхотний полк                                                  | Фрідріхсгафен                                                  |                                                                |
| Веймарська республіка                                          | грудень 1919                                                   | 31 грудня 1920                                                 | командир навчальної роти                                       | гауптман                                                       | навчальний піхотний полк                                            | Швебіш-Гмюнд                                                   |                                                                |
| Веймарська республіка                                          | 1 січня 1921                                                   | 1 жовтня 1929                                                  | командир роти                                                  | гауптман                                                       | 13-й піхотний полк                                                  | Штутгарт                                                       |                                                                |
| Веймарська республіка                                          | 1 жовтня 1929                                                  | 10 жовтня 1933                                                 | викладач тактики                                               | гауптман/ майор                                                | Піхотна школа                                                       | Дрезден                                                        |                                                                |
| Третій Рейх                                                    | 10 жовтня 1933                                                 | 15 жовтня 1935                                                 | командир батальйону                                            | майор/ оберстлейтенант                                         | 3-й гірський батальйон 17-го гірсько-піхотного полку                | Гослар                                                         |                                                                |
| Третій Рейх                                                    | 15 жовтня 1935                                                 | 9 листопада 1938                                               | старший викладач тактики                                       | оберстлейтенант/ оберст                                        | Воєнний коледж                                                      | Потсдам                                                        |                                                                |
| Третій Рейх                                                    | 9 листопада 1938                                               | березень 1939                                                  | начальник Воєнної Академії                                     | оберст                                                         | Терезіанська академія                                               | Вінер-Нойштадт                                                 |                                                                |
| Третій Рейх                                                    | березень 1939                                                  | 25 серпня 1939                                                 | особиста охорона Гітлера                                       | оберст                                                         |                                                                     | Берлін                                                         |                                                                |
| Третій Рейх                                                    | 25 серпня 1939                                                 | 5 лютого 1940                                                  | командир бригади супроводження фюрера                          | оберст/ генерал-майор                                          | Бригада супроводження фюрера                                        | Берлін                                                         |                                                                |
| Третій Рейх                                                    | 15 лютого 1940                                                 | 13 лютого 1941                                                 | командир 7-ї танкової дивізії                                  | генерал-майор/ генерал-лейтенант                               | 7-ма танкова дивізія                                                | Французька кампанія                                            | Західний фронт                                                 |
| Третій Рейх                                                    | 14 лютого 1941                                                 | 15 серпня 1941                                                 | командувач німецького корпусу «Африка»                         | генерал-лейтенант/ генерал танкових військ                     | корпус «Африка»                                                     | Північноафриканська кампанія                                   | Середземноморський ТВД                                         |
| Третій Рейх                                                    | 1 вересня 1941                                                 | 30 січня 1942                                                  | командувач німецької танкової групи «Африка»                   | генерал танкових військ                                        | танкова група «Африка»                                              | Північноафриканська кампанія                                   | Середземноморський ТВД                                         |
| Третій Рейх                                                    | 30 січня 1942                                                  | 20 вересня 1942                                                | командувач німецької танкової армії «Африка»                   | генерал-полковник/генерал-фельдмаршал                          | танкова армія «Африка»                                              | Північноафриканська кампанія                                   | Середземноморський ТВД                                         |
| Третій Рейх                                                    | 24 жовтня 1942                                                 | 23 лютого 1943                                                 | командувач німецько-італійської танкової армії                 | генерал-фельдмаршал                                            | Німецько-італійська танкова армія                                   | Північноафриканська кампанія                                   | Середземноморський ТВД                                         |
| Третій Рейх                                                    | 23 лютого 1943                                                 | 10 березня 1943                                                | командувач групи армії «Африка»                                | генерал-фельдмаршал                                            | Група армій «Африка»                                                | Північноафриканська кампанія                                   | Середземноморський ТВД                                         |
| Третій Рейх                                                    | 14 травня 1944                                                 | 14 липня 1944                                                  | у розпорядженні фюрера                                         | генерал-фельдмаршал                                            | ОКВ                                                                 | Данія, Нідерланди, Бельгія, Франція                            | Західний фронт                                                 |
| Третій Рейх                                                    | 15 липня 1943                                                  | 19 липня 1944                                                  | командувач групою армій «B»                                    | генерал-фельдмаршал                                            | Група армій «B»                                                     | Франція                                                        | Західний фронт                                                 |
| Третій Рейх                                                    | 19 липня 1944                                                  | 14 жовтня 1944                                                 | у розпорядженні фюрера                                         | генерал-фельдмаршал                                            |                                                                     | Німеччина                                                      | на лікуванні після поранення                                   |

## Нагороди генерал-фельдмаршала Е. Роммеля
- Залізний хрест
  - 2-го класу (30 вересня 1914)
  - 1-го класу (22 березня 1915)
- Золота медаль «За військові заслуги» (Вюртемберг) (25 лютого 1915)
- Орден «За військові заслуги» (Вюртемберг) (8 квітня 1915)
- Орден «За заслуги» (Баварія)
  - 4-го класу з мечами
  - 2-го класу
- Орден Фрідріха (Вюртемберг), лицарський хрест 1-го класу з мечами
- Хрест «За військові заслуги» (Австро-Угорщина) 3-го класу з військовою відзнакою і мечами
- Pour le Mérite (10 грудня 1917)
- Нагрудний знак «За поранення» в сріблі
- Почесний хрест ветерана війни з мечами
- Медаль «За вислугу років у Вермахті» 4-го, 3-го, 2-го і 1-го класу (25 років)
- Медаль «У пам'ять 1 жовтня 1938» із застібкою «Празький град»
- Медаль «У пам'ять 22 березня 1939 року»
- Застібка до Залізного хреста
  - 2-го класу (17 травня 1940)
  - 1-го класу (21 травня 1940)
- Лицарський хрест Залізного хреста з дубовим листям, мечами і діамантами
  - лицарський хрест (26 травня 1940)
  - дубове листя (№ 10; 20 березня 1941)
  - мечі (№ 6; 20 січня 1942)
  - діаманти (№ 6; 11 березня 1943)
- Нагрудний знак «За танкову атаку» в сріблі
- Медаль "За військову доблесть (Італія)
  - срібна (22 квітня 1941) — вручена Італо Гарібольді.
  - золота (лютий 1942)
- Савойський військовий орден, великий офіцерський хрест (Італія; 15 січня 1942)
- Срібна медаль Заслуг Італійського Червоного Хреста (15 січня 1942)
- Колоніальний орден Зірки Італії, великий хрест (28 квітня 1942) — вручений Етторе Бастіко.
- Двічі відзначений у Вермахтберіхт (21 червня 1942 і 10 вересня 1943)
- Комбінований Знак Пілот-Спостерігач в золоті з діамантами
- Орден Слави (Туніс), великий офіцерський хрест
- Почесна катана національної організації Shochoku Seishin Shinko-kai (Японська імперія)
- Нарукавна стрічка «Африка»
- Орден Михая Хороброго 3-го і 2-го класу (Румунське королівство; 12 липня 1944) — отримав 2 нагороди одночасно.
- Нагрудний знак «За поранення» в золоті (7 серпня 1944)

## Твори
- Rommel, Erwin (1934). Gefechts-Aufgaben für Zug und Kompanie : Ein Handb. f. d. Offizierunterricht. Mittler & Sohn.
- Infanterie greift an. - Voggenreiter Verlag, Potsdam 1937
- укр.видання: Ервін Роммель. Піхота наступає. Події та досвід. — вид. КНТ, Київ, 2024. 476 стор. ISBN 978-611-01-3011-0

## Відео
- Erwin Rommel Tribute [Архівовано 7 жовтня 2016 у Wayback Machine.]
- Erwin Rommel — In Memory